# 앤드루 존슨 탄핵 재판
제17대 미국 대통령 앤드루 존슨의 탄핵 재판은 미국 상원에서 열렸으며, 11개 혐의 중 3개 혐의에 대해 무죄를 선고하고 나머지 혐의에 대해서는 평결 없이 무기한 정회되었다. 이는 미국 역사상 최초의 미국 대통령 탄핵 재판이었으며, 미국 역사상 6번째 연방 탄핵 재판이었다. 재판은 1868년 3월 5일에 시작되어 5월 26일에 정회되었다.
이 재판은 미국 하원이 1868년 2월 24일 존슨을 탄핵한 후에 열렸다. 1868년 3월 초 채택된 11개 탄핵 조항에서 하원은 주로 존슨이 미국 전쟁부 장관 에드윈 M. 스탠턴을 해임하고 로렌초 토머스를 임시 전쟁부 장관으로 임명하려 하여 1867년 임기보장법을 위반했다고 비난했다.
재판 동안, 하원이 임명한 탄핵 소추 위원들이 제시한 검찰 측은 존슨이 상원의 동의 없이 스탠턴을 해임함으로써 임기보장법을 명시적으로 위반했다고 주장했다. 위원들은 미국 대통령이 자신이 헌법에 합치된다고 믿든 아니든 미국 의회가 통과한 법률을 이행하고 존중할 의무가 있다고 주장했다. 위원들은 그렇지 않으면 대통령이 의회의 뜻(그들은 선출된 대표로서 미국 국민의 뜻을 대변한다고 주장했다)에 정기적으로 불복종할 수 있게 될 것이라고 주장했다.
존슨의 변호인단은 혐의가 있는 범죄 행위의 범죄성을 의심하고 존슨의 의도에 대한 의문을 제기했다. 변호인단이 제기한 쟁점 중 하나는 임기보장법에 모호성이 존재하여 스탠턴 해고에 실제로 적용되는지 여부에 대한 모호성이 남아있다는 것이었다. 그들은 또한 임기보장법이 위헌이며, 스탠턴을 해고하려는 존슨의 의도는 미국 연방 대법원에서 법률의 합헌성을 시험하기 위한 것이었고(존슨에게는 그렇게 할 권리가 있었다), 심지어 법률이 합헌이더라도 대통령은 헌법적 권리를 오해했다는 이유로 해임되어서는 안 된다고 주장했다. 그들은 또한 존슨이 로렌초 토머스를 임시 공무원으로 임명함으로써 전쟁부를 기능적으로 유지할 필요성 때문에 행동했으며, 그렇게 함으로써 공공에 해를 끼치지 않았다고 주장했다. 그들은 또한 공화당이 탄핵을 정치적 도구로 사용하고 있다고 주장했다. 변호인단은 대통령이 정치적 비행으로 탄핵을 통해 해임되어서는 안 된다는 견해를 주장했다. 이는 선거가 의도된 목적이었기 때문이라는 것이다.
재판 결과는 무죄 판결로 이어졌으며, 상원은 11개 탄핵 조항 중 3개 조항에 대해 동일하게 투표했지만, 존슨을 유죄로 선고하는 데 필요한 절대다수에 매번 단 한 표 차이로 미달했다. 이 세 조항 각각에 대해 공화당 상원의원 35명이 유죄 투표를 했고, 공화당 상원의원 10명과 민주당 상원의원 9명 전원이 무죄 투표를 했다. 이 세 번의 투표가 모두 유죄 판결로 이어지지 않자, 상원은 나머지 8개 탄핵 조항에 대한 투표 없이 재판을 정회했다. 미국 연방 대법원의 1926년 마이어스 대 미국 사건 판결에서 다수 의견은 탄핵의 중심에 있던 임기보장법이 헌법적으로 무효인 법률이었다고 나중에 다시 말하면 밝혔다.

## 배경
앤드루 존슨은 1865년 공화당 대통령 에이브러햄 링컨의 암살 이후 미국 대통령직에 올랐다. 남부 민주당원인 존슨은 링컨과 함께 1864년 단일 후보로 부통령에 선출되었다. 대통령으로서 존슨은 미국 하원과 상원(미국 의회의 양원)의 공화당 다수와 공개적인 불화를 겪었다.
공화당이 장악한 의회와의 존슨의 갈등은 1866년부터 특히 공화당 급진파에 의해 존슨을 탄핵하기 위한 여러 노력이 이루어졌다. 1867년 1월 7일, 하원은 탄핵 조사를 시작하기로 투표했고, 이 조사는 하원 사법위원회가 진행했으며, 1867년 11월 25일 위원회의 5대 4 투표로 탄핵 권고가 나왔다. 그러나 1867년 12월 7일 투표에서 하원 전체는 108대 57로 탄핵을 부결시켰다. 1868년 1월 22일, 하원은 재건을 위한 하원 특별위원회가 주도하는 두 번째 탄핵 조사를 시작하는 결의안을 103대 37로 승인했다.
1867년, 의회는 임기보장법을 통과시키고 존슨의 거부권을 성공적으로 뒤집어 법률을 제정했다. 이 법은 존슨의 권한을 제한하고 미국 전쟁부 장관 에드윈 M. 스탠턴이 존슨에 의해 일방적으로 해임되는 것을 막기 위한 의도로 작성되었다. 스탠턴은 공화당 급진파와 강력히 연계되어 있었고, 의회의 공화당 급진파의 재건 시대 정책에 대한 행정부의 동맹자 역할을 했다. 임기보장법은 상원이 휴회 중일 때 미국 대통령이 상원에서 승인된 연방 공무원을 정직시키는 권한을 제한했다. 임기보장법은 대통령이 상원의 조언과 동의를 받아 이전에 임명된 공무원을 상원의 해임 승인 없이 해임하는 것을 막기 위해 제정되었다. 이 법에 따라 대통령이 상원이 휴회 중일 때 그러한 공무원을 해임하고, 상원이 재소집될 때 해임을 비준하지 않으면 대통령은 해당 공무원을 복직시켜야 했다. 존슨은 1867년 8월 상원 휴회 기간 동안 스탠턴을 다음 상원 회기까지 정직시키고 율리시스 S. 그랜트를 임시 전쟁부 장관으로 임명했다. 상원은 1868년 1월 13일 재소집되었을 때 35대 6으로 해임을 비준하지 않았다. 그러나 이 투표를 무시하고 1868년 2월 21일 존슨 대통령은 임기보장법을 명백히 위반하면서 스탠턴을 로렌초 토머스로 교체하려 했다.
존슨이 스탠턴을 토머스로 교체하려던 같은 날, 존 코보드 (펜실베이니아주 공화당)가 작성한 존슨을 탄핵하는 한 문장짜리 결의안이 재건을 위한 하원 특별위원회에 회부되었다. 2월 22일, 재건을 위한 하원 특별위원회는 존슨이 중대 범죄 및 비행으로 탄핵되어야 한다고 권고하는 보고서를 발표하고, 탄핵 결의안의 수정된 버전을 또한 보고했다. 2월 24일, 하원은 126대 47로 존슨을 "중대 범죄 및 비행"으로 탄핵하는 것에 투표했고, 이는 11개 탄핵 조항에 상세히 설명되어 있었다 (11개 조항은 1868년 3월 2일과 3월 3일에 실시된 투표에서 각각 승인되었다). 존슨에 대한 주요 혐의는 스탠턴을 해임함으로써 임기보장법을 위반했다는 것이었다.
존슨의 탄핵은 미국 대통령에 대한 첫 탄핵 재판이었다. 또한 윌리엄 블런트, 존 피커링, 새뮤얼 체이스, 제임스 H. 펙, 웨스트 휴즈 험프리스의 탄핵 재판에 이어 미국 역사상 여섯 번째 연방 탄핵 재판이었다. 이전 탄핵 재판 중 상원이 유죄를 선고한 것은 단 두 건뿐이었다.
미국의 연방 탄핵 재판에서 현직 공무원이 상원 3분의 2의 표결로 유죄를 선고받으면 자동으로 해임된다. 상원은 유죄 선고를 내린 후에만 단순 과반수 투표로 유죄 판결을 받은 사람이 향후 연방 공직을 맡는 것을 추가로 금지할 수 있다.

## 탄핵 조항 요약
하원에서 채택된 처음 8개 탄핵 조항과 11번째 조항은 존슨이 전쟁부 장관 스탠턴을 해임하려 하여 임기보장법을 위반했다는 것과 관련이 있다. 이 외에도 이 조항들 중 일부는 존슨이 다른 법률을 위반했다고 비난했으며, 11번째 조항은 존슨이 취임 선서를 위반했다고도 비난했다. 9번째 조항은 존슨이 육군 통수법을 위반했다는 혐의에 초점을 맞추었고, 11번째 조항은 이를 다시 한번 강조했다. 10번째 조항은 존슨이 "미국 의회를 불명예스럽게 만들고, 조롱하며, 증오, 경멸, 비난을 초래하려" 했다고 비난했지만, 명확한 법률 위반을 언급하지는 않았다.
제시된 11개 조항은 다음과 같은 혐의를 담고 있다.
- 제1조: 존슨이 1868년 2월 21일 전쟁부 장관 스탠턴을 해임하라는 명령을 내려 임기보장법을 위반했다.[22]
- 제2조: 존슨이 로렌초 토머스에게 임시 전쟁부 장관 임명과 관련하여 "권한 서신"을 보냄으로써 임기보장법을 위반했다. 이는 스탠턴 장관이 임기보장법을 위반하여 해임되었기 때문에 사실상 법적 공석이 없었다.[22]
- 제3조: 존슨이 로렌초 토머스를 임시 전쟁부 장관으로 임명함으로써 임기보장법을 위반했다. 이는 스탠턴 장관이 임기보장법을 위반하여 해임되었기 때문에 사실상 법적 공석이 없었다.[22]
- 제4조: 존슨이 로렌초 토머스 및 기타 인물들과 공모하여 "당시 전쟁부 장관이었던 에드윈 M. 스탠턴이 그의 직무를 수행하는 것을 불법적으로 방해하고 막으려" 함으로써 임기보장법을 위반했다.[22]
- 제5조: 존슨이 로렌초 토머스 및 기타 인물들과 공모하여 임기보장법의 "집행을 방해하고 막으려" 했다.[22]
- 제6조: 존슨이 로렌초 토머스와 공모하여 "전쟁부의 미국 재산을 무력으로 점령, 탈취, 소유"하려 함으로써 임기보장법과 특정 공모를 정의하고 처벌하는 법률을 모두 위반하여 직무상 중대 범죄를 저질렀다.[22]
- 제7조: 존슨이 로렌초 토머스와 공모하여 "전쟁부의 미국 재산을 무력으로 점령, 탈취, 소유"하려 함으로써 임기보장법을 위반하여 직무상 중대 비행을 저질렀다.[22]
- 제8조: 존슨이 스탠턴 장관을 해임하고 로렌초 토머스를 임명함으로써 "군사 서비스 및 전쟁부에 할당된 자금의 지출을 통제"하려 불법적으로 시도했다.[22]
- 제9조: 존슨이 1867년 육군 예산 법률의 "군사 작전과 관련된 모든 대통령 및 전쟁부 장관의 명령은 육군 원수를 통해 발행되어야 한다"는 조항이 위헌이라는 이유로 육군 소장 윌리엄 H. 에모리에게 이를 무시하라고 불법적으로 지시함으로써 육군 통수법을 위반했다.[21][22]
- 제10조: 존슨이 여러 차례 "큰 소리로 부절제하고 선동적이며 추잡한 연설을 했고, 그 연설에서 의회[와] 정식으로 제정된 미국 법률에 대해 큰 소리로 위협하고 신랄하게 비난했으며, 당시 모여 있던 대중의 비명, 야유, 웃음 속에서" 그렇게 했다.[22]
- 제11조: 존슨이 "법률이 충실히 집행되도록 보장할" 자신의 취임 선서를 위반했다. 이는 재건되지 않은 남부 주들이 연방에 재편입되지 않았기 때문에 제39차 의회의 입법 권한에 불법적이고 위헌적으로 도전했기 때문이다. 또한 전쟁부 장관 스탠턴을 해임함으로써 임기보장법을 위반했다. 육군에 대한 행정 명령이 육군 원수를 통해 발행되도록 지시한 육군통수법을 집행하지 않으려 음모를 꾸몄다. 그리고 "반란 주들의 더 효율적인 통치를 위한 법률"의 집행을 막았다.[22][24][30]

## 재판 관계자

### 새먼 P. 체이스 재판장

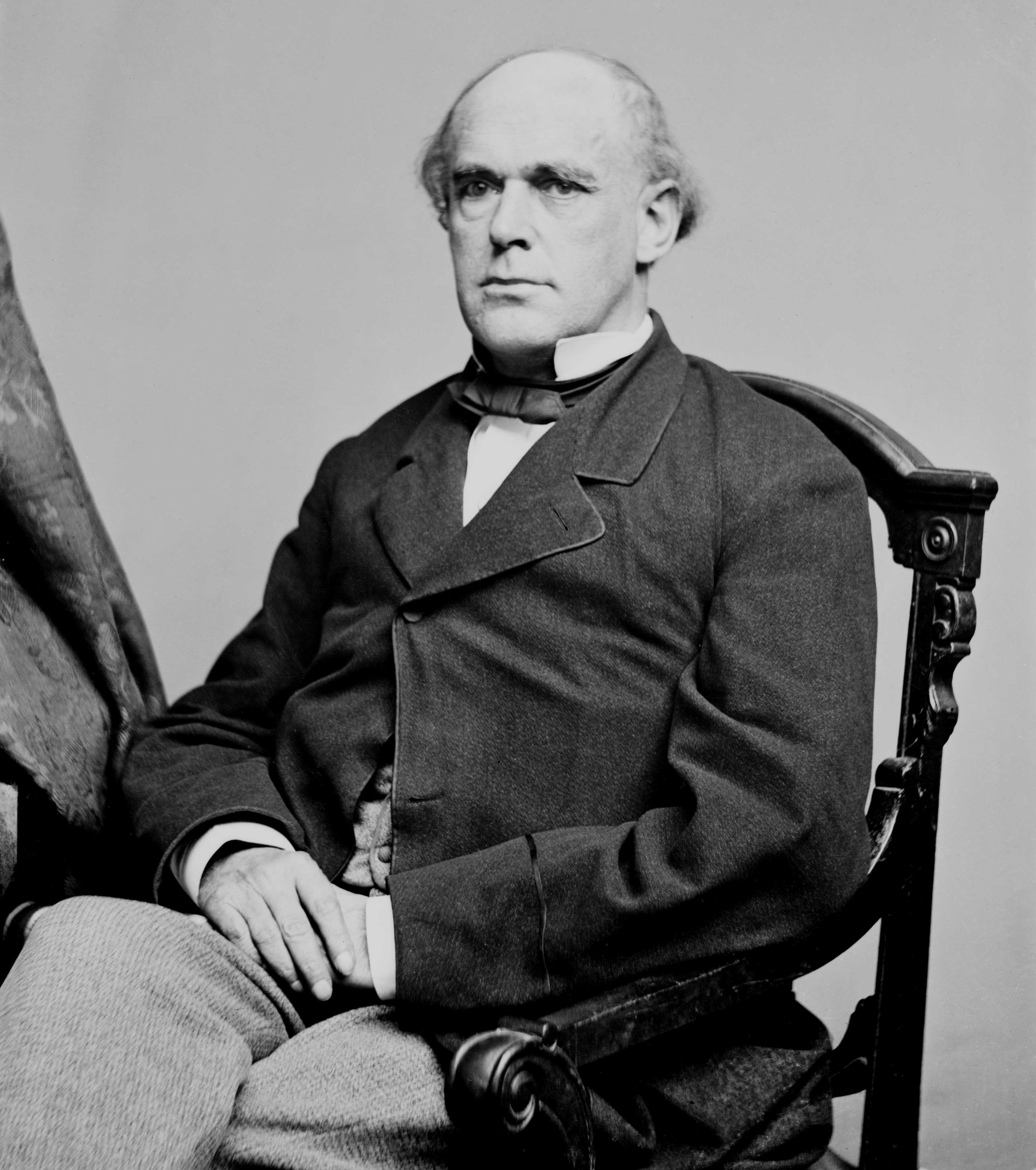
대법원장 새먼 P. 체이스가 앤드루 존슨 탄핵 재판을 주재했다.

미국의 헌법의 현직 대통령 탄핵 재판 규칙에 따라 미국의 연방 대법원장 새먼 P. 체이스가 재판을 주재했다.
체이스는 탄핵 자체에 대한 개인적인 이의를 제기했다. 체이스는 대통령 탄핵에서 상원이 대통령을 심리하는 법정으로 실제로 기능한다고 보았다. 따라서 체이스는 대통령에 대한 모든 탄핵 혐의는 법적으로 입증되어야 한다고 믿었다. 그는 탄핵이 입법부의 단순한 정치적 절차일 수 있다는 공화당 급진파의 일반적인 견해에 반대했다. 탄핵이 정치적 절차인지 아니면 진정한 법원 절차인지에 대한 검찰과 변호인단의 태도 차이는 검찰이 체이스를 "의장님"이라고 부른 반면(정치적 절차로 보고 체이스를 단순히 상원을 주재하는 사람으로 간주), 변호인단은 체이스를 "대법원장님"이라고 부른 것(체이스를 법원을 주재하는 사람으로 간주)에서 드러날 수 있다.
체이스는 오랫동안 공화당의 극단적인 요소들과 연관되어 있었지만, 재판 중 그의 행동은 공화당 급진파로부터 비난을 받았다. 공화당 급진파는 재판 중 체이스의 행동에 가장 큰 비판론자였던 반면 민주당원들은 오히려 그의 행동을 강력히 칭찬했다.

### 하원 소추위원

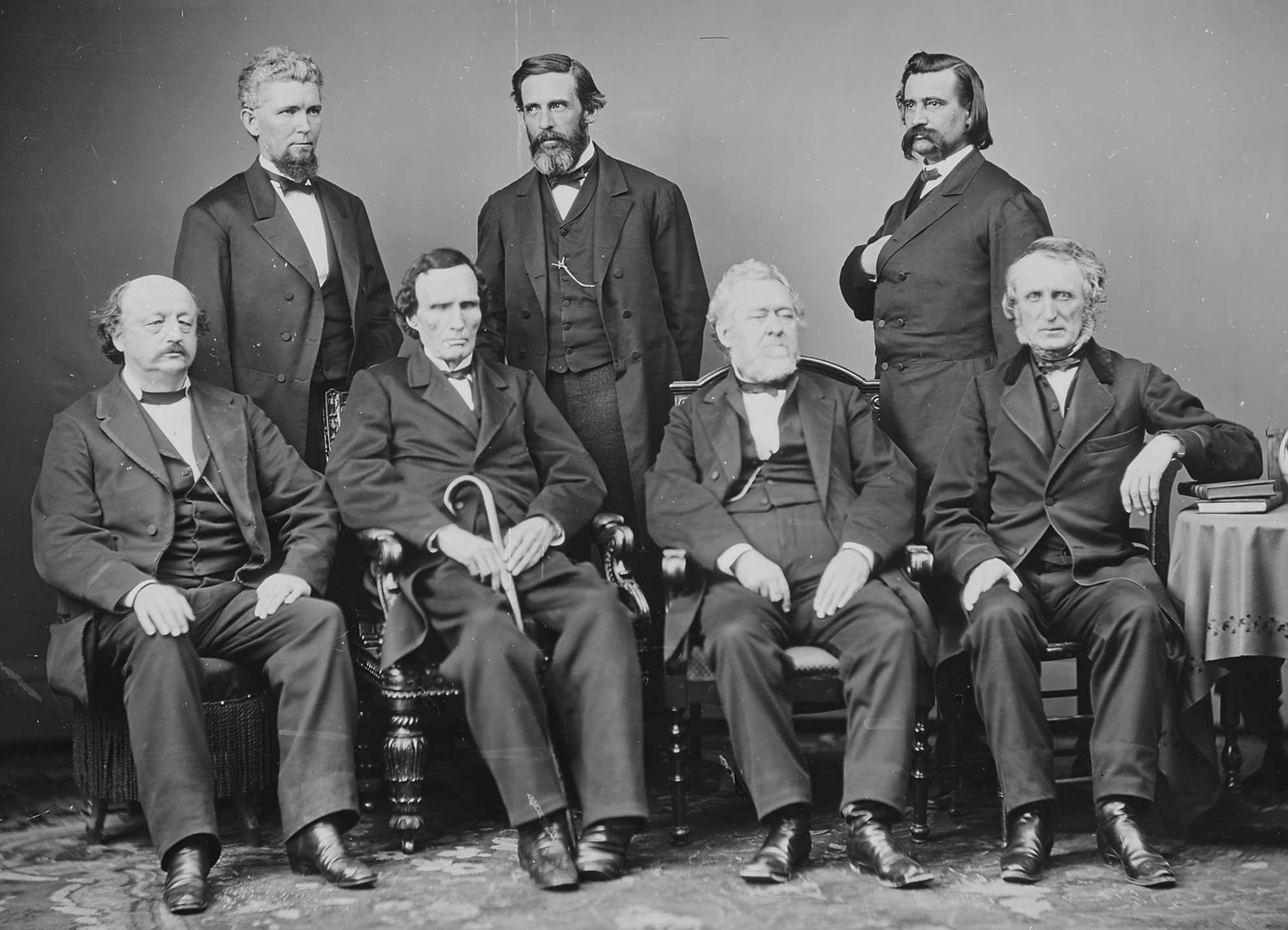
하원 탄핵 소추 위원들의 모습.
상단 좌측에서 우측: 윌슨, 보트웰, 로건; 하단 좌측에서 우측: 버틀러, 스티븐스, 윌리엄스, 빙엄

하원은 7명의 의원을 하원 탄핵 소추 위원, 즉 검사로 임명했다. 이 7명의 의원은 존 빙엄, 조지 S. 바우트웰, 벤저민 프랭클린 버틀러, 존 A. 로건, 새디어스 스티븐스, 토머스 윌리엄스, 제임스 F. 윌슨이었다.
위원회가 임명된 다음 날이자 처음 9개 탄핵 조항이 채택된 다음 날인 5월 3일, 하원에서 추가로 두 개의 탄핵 조항이 채택된 것은 탄핵 소추 위원들의 요청에 따른 것이었다.
|                                            |                                          |                                     |  |
| 새디어스 스티븐스 (공화당, 펜실베이니아주) | 토머스 윌리엄스 (공화당, 펜실베이니아주) | 제임스 F. 윌슨 (공화당, 아이오와주) |  |
|                                            |                                          |                                     |  |

#### 위원 선출

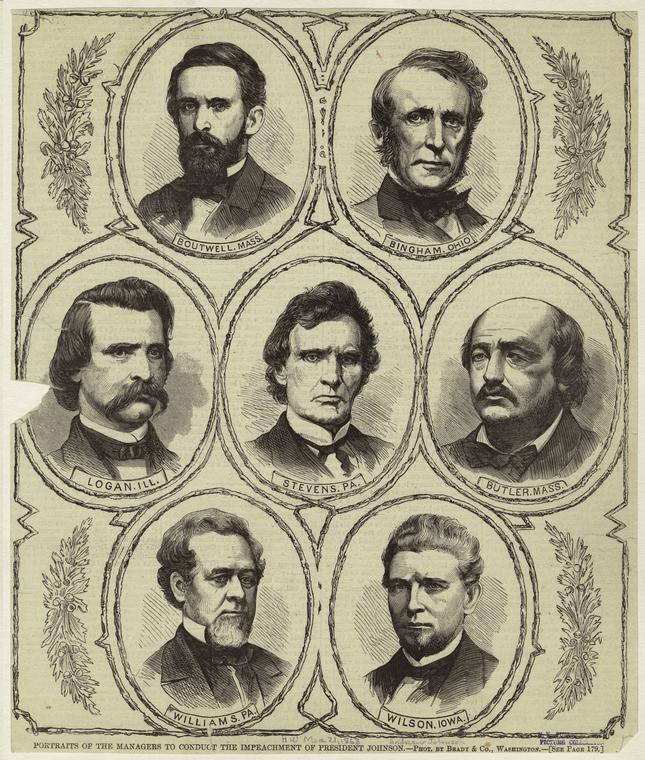
탄핵 소추 위원 삽화

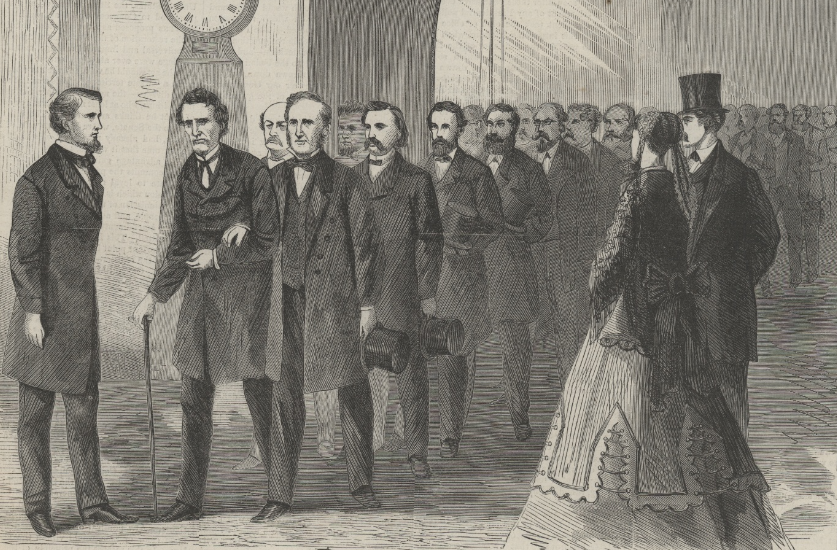
미국 상원 경사 조지 T. 브라운(맨 왼쪽)이 재판 중 하원 탄핵 소추 위원들이 상원 의사당에 입장하는 것을 접수/발표하는 삽화, 새디어스 스티븐스가 이끌고 있다.

7명의 탄핵 소추 위원은 1868년 3월 2일, 처음 9개 탄핵 조항이 통과된 후 하원에서 투표로 선출되었다.
하원 공화당 코커스는 1868년 3월 1일(전날 밤)에 모여 탄핵 소추 위원으로 지지할 인물에 대한 합의를 결정하기 위한 내부 투표를 실시했다. 오하이오주의 독립 공화당원 새뮤얼 펜튼 캐리와 뉴욕의 "보수 공화당원" 토머스 E. 스튜어트는 참석이 금지되었다. 이들은 다른 공화당 코커스 멤버들과 달리 탄핵에 반대표를 던졌다. 79명의 의원이 참석한 가운데, 하원 공화당 코커스는 투표를 실시했으며, 가장 많은 표를 받은 사람이 선택되고, 최소 40표 이상의 찬성표를 받지 않으면 아무도 선택되지 않는다는 규칙이 있었다. 첫 번째 투표에서 보트웰이 75표, 빙엄이 74표, 윌슨이 71표, 윌리엄스가 66표, 버틀러가 48표, 로건이 40표를 얻어 6명이 공화당 코커스의 지지를 받았다. 스티븐스와 토머스 젠크스 (로드아일랜드주 공화당)는 각각 37표를 얻었으며, 다른 여러 의원들은 2표에서 10표를 받았다. 두 번째 투표에서 스티븐스는 41표를 얻어 하원 공화당 코커스의 탄핵 소추 위원 지지를 확보했다.
빙엄은 주요 중도 공화당원이었고 보트웰은 주요 공화당 급진파였다. 빙엄은 하원 탄핵 소추 위원회 의장을 역임했다. 그는 이전에 웨스트 휴즈 험프리스 탄핵 소추 위원회 의장을 역임하는 등 이러한 역할을 수행한 경험이 있었다. 또 다른 주요 공화당 급진파인 스티븐스는 첫 투표에서 제외되었는데, 이는 많은 하원 의원들이 나이 많고 병든 스티븐스가 유능한 검사 역할을 할 만큼 힘이 부족하다고 느꼈기 때문일 것이다. 그러나 대통령에 대한 그의 끊임없는 반대는 그에게 두 번째 투표에서 충분한 표를 얻을 만큼의 존경을 안겨주었을 것이다. 하원에서 1년도 채 근무하지 않은 벤저민 버틀러는 그의 풍부한 형법 변호 경험 때문에 선택되었을 것이다. 시카고 트리뷴은 "버틀러는 이 나라에서 가장 위대한 형사 변호사 중 한 명이었고, 존슨은 가장 위대한 범죄자였다"고 농담했다. 탄핵 소추 위원으로 선택된 다른 두 공화당 급진파인 로건과 윌리엄스는 덜 명확한 선택이었다. 존 로건은 카리스마 넘치는 인물로 공화국의 위대한 군대를 지휘했지만, 주목할 만한 법률 경력은 없었으며 하원에는 주목할 만한 법률 경력을 가진 다른 많은 인물들이 있었다. 토머스 윌리엄스는 존경받는 변호사로 여겨졌지만, 존슨 대통령에 대한 그의 경멸의 정도는 극단적인 것으로 간주되었다. 또한 불과 10주 전, 존슨에 대한 첫 탄핵 조사가 끝날 때 윌리엄스는 하원 사법위원회에서 탄핵에 찬성하는 형편없이 구성된 다수 보고서를 작성했었다. 이는 1867년 12월 투표에서 공화당원 대다수를 설득하지 못했다.
1868년 3월 2일 탄핵 소추 위원 공식 투표에서 스카일러 콜팩스 하원 의장은 민주당원을 이 투표의 투표 계수원으로 포함시키려 시도했다. 그러나 그가 민주당원을 계수원으로 임명할 때마다 그들은 거절했다. 콜팩스는 먼저 새뮤얼 S. 마샬 (일리노이주 민주당)을 임명했다. 마샬이 거절하자 콜팩스는 새뮤얼 J. 랜달 (펜실베이니아주 민주당)을 임명했다. 랜달도 거절하자 콜팩스는 윌리엄 E. 니블랙 (인디애나주 민주당)을 임명했지만, 그도 거절했다. 이로 인해 투표 계수원은 공화당원만 남게 되었다. 투표 계수원은 토머스 젠크스 (로드아일랜드주 공화당), 루크 P. 폴란드 (버몬트주 공화당), 루퍼스 P. 스팔딩 (오하이오주 공화당)이었다. 민주당원들은 탄핵 소추 위원 선출에 참여하고 싶어 하지 않았다고 한다. 투표 계수원들이 지명된 후, 루크 P. 폴란드는 빙엄, 보트웰, 버틀러, 로건, 스티븐스, 윌리엄스, 윌슨을 탄핵 소추 위원으로 지명했다. 118명의 하원 의원이 탄핵 소추 위원 선출에 투표했다. 민주당원은 투표에 참여하지 않았다. 투표에서 선정된 7명은 소추 위원으로서 가장 많은 표를 받은 사람들이었다. 후보자는 선출되기 위해 최소 60표를 받아야 했다. 7명의 개인이 이 기준을 충족했기 때문에 투표는 단 한 번의 투표만 필요했다.
- | 정당      | 정당          | 후보                   | 득표수 | %     |
| --------- | ------------- | ---------------------- | ------ | ----- |
|           | 공화당 (미국) | 존 빙엄                | 114    | 14.25 |
|           | 공화당 (미국) | 조지 S. 바우트웰       | 113    | 14.13 |
|           | 공화당 (미국) | 제임스 F. 윌슨         | 112    | 14.00 |
|           | 공화당 (미국) | 벤저민 버틀러          | 108    | 13.50 |
|           | 공화당 (미국) | 토머스 윌리엄스        | 107    | 13.38 |
|           | 공화당 (미국) | 존 A. 로건             | 106    | 13.25 |
|           | 공화당 (미국) | 새디어스 스티븐스      | 105    | 13.13 |
|           | 공화당 (미국) | 토머스 젠크스          | 22     | 2.75  |
|           | 공화당 (미국) | 루크 P. 폴란드         | 3      | 0.38  |
|           | 공화당 (미국) | 글레니 윌리엄 스코필드 | 3      | 0.38  |
|           | 공화당 (미국) | 갓러브 스타인 오트     | 2      | 0.25  |
|           | 공화당 (미국) | 존 F. 벤저민           | 1      | 0.13  |
|           | 공화당 (미국) | 오스틴 블레어          | 1      | 0.13  |
|           | 공화당 (미국) | 존 C. 처칠             | 1      | 0.13  |
|           | 공화당 (미국) | 존 A. 피터스           | 1      | 0.13  |
|           | 공화당 (미국) | 찰스 업슨              | 1      | 0.13  |
| 총 득표수 | 총 득표수     | 총 득표수              | 800    | 100   |

#### 위원장 지명
스카일러 콜팩스 의장이 처음 투표 결과를 읽을 때, 스티븐스와 버틀러의 이름을 먼저 읽어 스티븐스가 위원회의 의장을 맡고 버틀러가 부의장이 될 것임을 암시하는 듯했다. 빙엄은 "버틀러 밑에서 일하면 망할 것"이라고 격분하여 외쳤다. 이 문제를 피하기 위해 콜팩스 의장은 하원 전체가 결정하는 대신 위원회 자체가 의장을 선출하도록 결정했다고 발표했다. 보트웰은 원래 존슨 탄핵 재판의 탄핵 소추 위원장으로 선출되었지만, 재판 전에 이 직책을 사임하고 빙엄이 맡도록 했다. 빙엄이 이 직책을 맡았음에도 불구하고, 결국 수석 검사 역할을 맡은 것은 벤저민 버틀러였다. 새디어스 스티븐스는 존슨 탄핵 노력의 주요 동력이었음에도 불구하고 재판 당시 건강이 좋지 않아 많은 탄핵 소추 위원회 회의에 참석할 수 없어 검찰의 주요 동력이 될 수 없었다. 공식적인 의장은 아니었지만, 버틀러는 재판 내내 사실상 수석 검사 역할을 했다.

### 존슨의 변호인

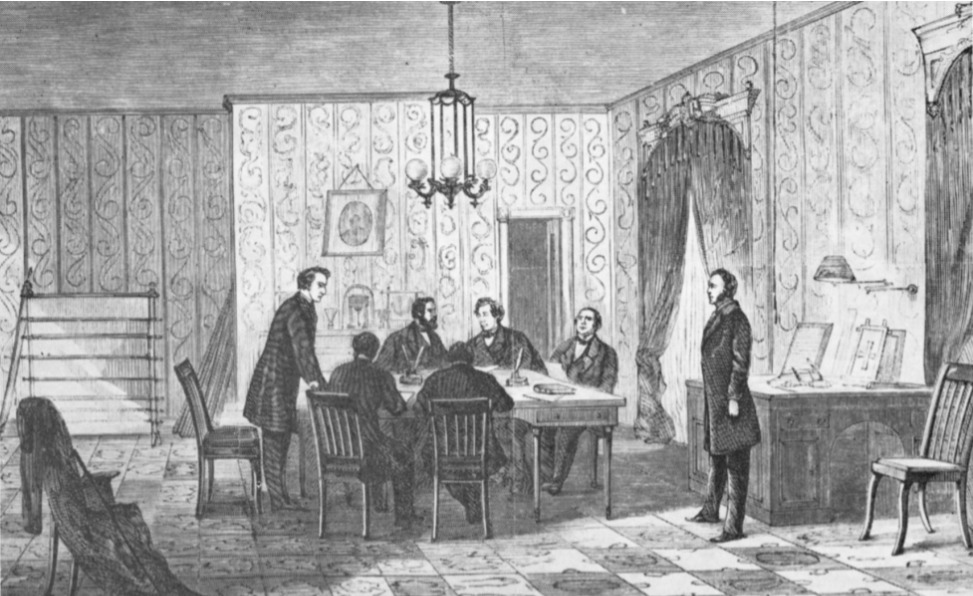
존슨이 변호인과 회의하는 삽화

대통령의 변호인단은 벤저민 로빈스 커티스, 윌리엄 M. 이바츠, 윌리엄 S. 그로스벡, 토머스 아모스 로저스 넬슨, 그리고 헨리 스탠버리로 구성되었다. 스탠버리는 1868년 3월 12일 미국 법무장관직을 사임하고 존슨의 변호인단에 모든 시간을 바쳤다. 존슨의 변호인단은 모두 변호사로서 잘 알려져 있고 존경받는 인물들이었다.
원래 변호인단에 포함될 예정이었던 인물은 제러마이아 S. 블랙이었다. 블랙은 원래 재판에서 존슨의 수석 변호사 역할을 맡을 예정이었으나, 존슨과의 의견 차이로 인해 물러났다.
|  |  |  |  |  |

## 재판 전

### 상원에 탄핵 통보 (2월 25일)

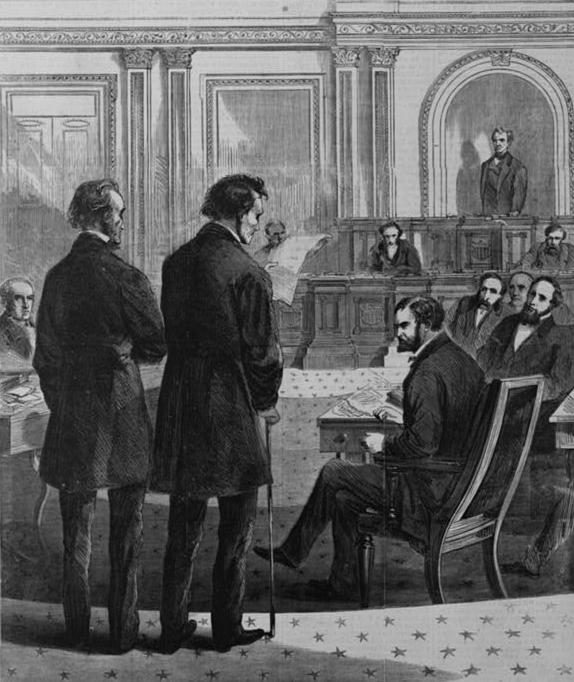
존 빙엄과 새디어스 스티븐스가 상원 앞에서 하원의 대통령 탄핵 투표를 공식적으로 통보하는 삽화

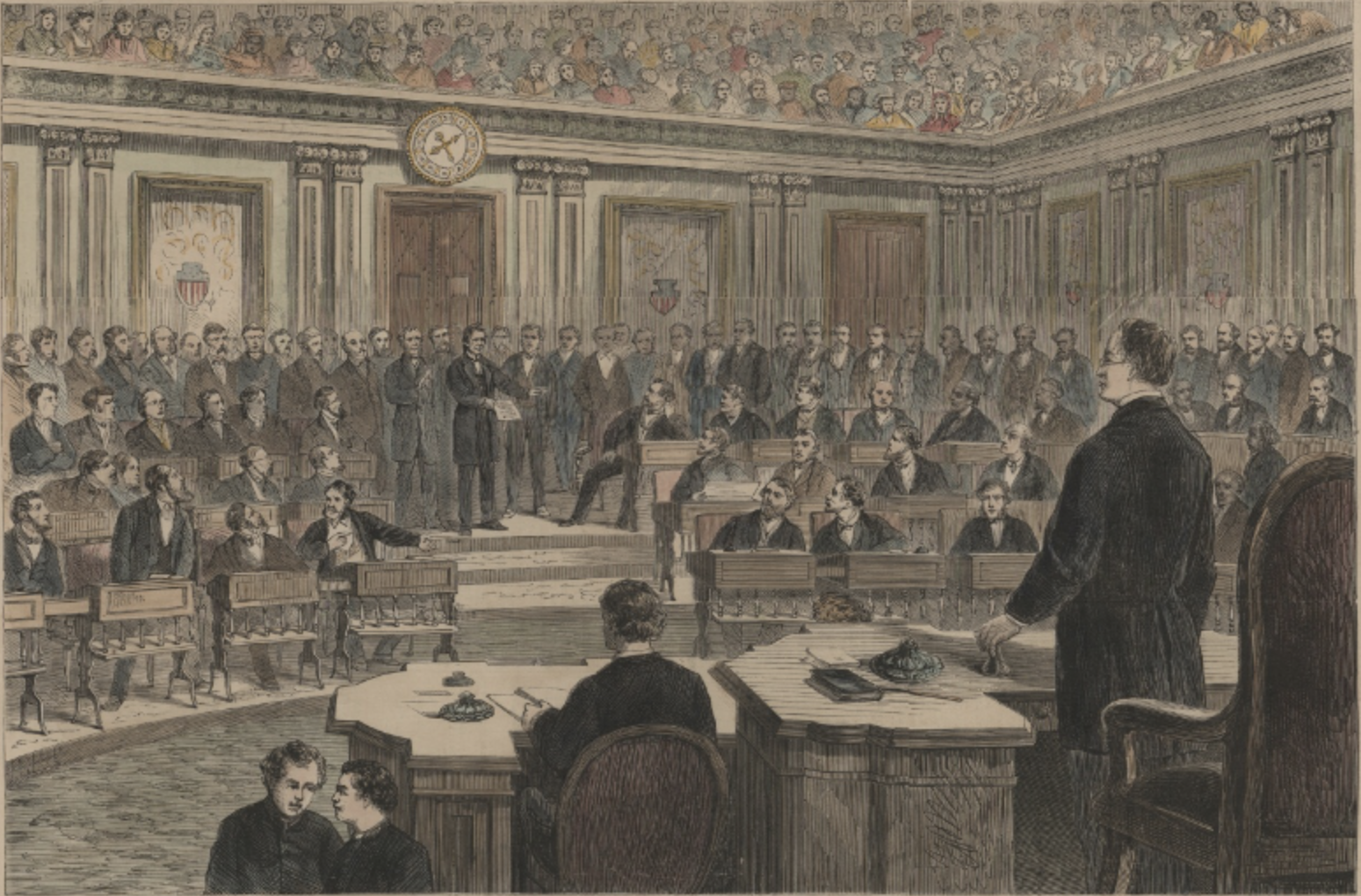
상원이 빙엄과 스티븐스가 하원의 탄핵 투표를 공식적으로 통보하는 것을 듣는 삽화

1868년 2월 25일 아침, 존 빙엄과 새디어스 스티븐스 의원으로부터 존슨이 탄핵되었고 탄핵 조항이 작성될 것이라는 통보를 상원에 받았다.
빙엄과 스티븐스는 다음과 같은 메시지를 전달했다.
하원의 명령에 따라 저희는 상원 앞에서, 하원과 모든 미국 국민의 이름으로, 미국 대통령 앤드루 존슨을 직무상 중대 범죄 및 비행으로 탄핵합니다. 또한 저희는 상원에 하원이 적절한 시기에 그에 대한 특정 탄핵 조항을 제시하고 이를 입증할 것임을 통보합니다. 그리고 하원의 이름으로 저희는 상원이 앤드루 존슨의 출석 명령을 내리고 해당 탄핵에 답변하도록 요구합니다.

### 하원 메시지 검토 및 보고를 위한 상원 특별위원회
상원은 빙엄과 스티븐스로부터 받은 메시지를 특별히 구성된 특별위원회에 회부했다. 이 위원회는 제이콥 M. 하워드 (뉴햄프셔주 공화당)가 제출한 결의안 채택 후 2월 25일에 구성되었다. 특별위원회 구성 결의안이 채택된 후, 하워드는 로스코 콩클링 (뉴욕주 공화당), 조지 F. 에드먼즈 (버몬트주 공화당), 레버디 존슨 (메릴랜드주 민주당), 올리버 P. 모튼 (인디애나주 공화당), 새뮤얼 C. 포메로이 (켄터키주 공화당), 라이먼 트럼불 (일리노이주 공화당) 상원의원과 함께 위원회에 임명되었다. 다음 날, 하워드는 위원회에서 상원이 탄핵 조항을 받을 준비가 되었다고 선언하는 결의안을 보고했다. 이 결의안은 상원에 의해 만장일치로 채택되었다.

#### 재판 규칙 개발 (2월 25일~3월 2일)
상원은 재판과 그 관계자들을 위한 일련의 규칙을 개발하기 시작했다. 2월 25일에 임명된 특별위원회는 사용할 규칙을 개발하는 임무를 맡았다. 특별위원회는 제이콥 M. 하워드 (미시간주 공화당) 상원의원이 위원장을 맡았다. 2월 28일, 탄핵 재판 절차에 대한 제안된 새 규칙이 특별위원회 위원 하워드에 의해 상원에 보고되었다. 상원은 1868년 3월 2일 탄핵 재판의 새 규칙을 채택했다.
미국 역사상 처음 두 탄핵 재판(윌리엄 블런트와 존 피커링)은 각각 고유한 규칙을 가지고 있었다. 새뮤얼 체이스 재판을 위해 제정된 19개 규칙은 제임스 H. 펙과 웨스트 휴즈 험프리스 재판에도 사용된 것으로 보인다. 그러나 존슨 탄핵에는 이전 재판에서 사용된 규칙의 정확한 문구를 사용할 수 없었다. 왜냐하면 그 규칙들은 상원 의원이 주재하는 재판에 특정한 문구(이전 모든 탄핵 재판의 경우와 같음)를 사용했지만, 헌법은 현직 대통령에 대한 탄핵 재판은 미국 연방 대법원장이 주재하도록 규정하기 때문이다.
특별위원회는 "모든 탄핵 심판에 대한 일반 규칙을 보고하는 것이 적절하다"고 선언하며, 향후 모든 탄핵에 사용될 영구적인 규칙을 만들려고 했다. 실제로 1868년에 채택된 규칙은 거의 변화 없이 그 이후로 탄핵 재판의 규칙으로 남아있다. 특별위원회는 25개 규칙을 제안했으며, 이 중 다수는 체이스 재판을 위해 채택된 규칙의 개정판이었고, 다른 일부는 이전 재판의 관행을 성문화한 것이었다. 25개 규칙은 빠르게 논의되고 채택되었다. 재판 중 규칙 해석에 대한 분쟁이 발생하여 상원은 규칙의 의도를 더 명확히 하기 위해 세 가지 변경 사항에 동의했다.
체이스 대법원장은 탄핵 법정으로 소집되기 전에 상원이 규칙을 초안하는 것에 반대 의견을 표명했다. 1868년 3월 4일, 체이스는 상원에 메시지를 보내 자신의 법적 결론을 밝혔다. 상원의 결론과는 달리, 탄핵 법정의 진행을 위한 규칙은 상원이 공식적으로 탄핵 법정으로 소집될 때만 구성되어야 하며, 탄핵 조항은 상원이 공식적으로 탄핵 법정으로 소집된 후에만 제시되어야 하며, 공식적인 탄핵 법정 외부에서는 소환장이나 기타 절차가 발행되어서는 안 된다고 주장했다.

### 상원에 탄핵 조항 제시 (3월 4일)

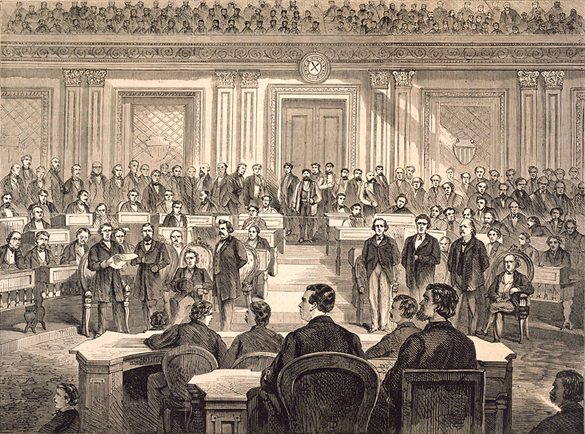
존 빙엄이 상원에 탄핵 조항을 낭독하는 삽화

1868년 3월 3일, 상원은 미국 하원 의사국장 에드워드 맥퍼슨이 전달한 메시지를 받았다. 이 메시지는 하원이 탄핵 소추 위원들을 임명했으며, 그 위원들은 탄핵 조항을 상원에 가져와 제시하도록 지시받았다고 알렸다. 1868년 3월 4일, 엄청난 대중의 관심과 언론 보도 속에 11개 탄핵 조항이 상원에 제시되었다. 오후 1시, 미국 상원 경사 조지 T. 브라운은 상원 의사당 문 앞에 탄핵 소추 위원들이 도착했음을 알렸다. 이어서 미국 상원 임시의장 벤저민 웨이드 (오하이오주 공화당) 상원의원은 소추 위원들에게 상원 방청석에 마련된 좌석에 앉아달라고 요청했다. 그런 다음 웨이드는 경사에게 다음과 같이 선포하도록 했다.
들으십시오! 들으십시오! 들으십시오! 하원이 미국 대통령 앤드루 존슨에 대한 탄핵 조항을 미국 상원에 제시하는 동안, 투옥의 고통을 무릅쓰고 모든 사람은 침묵을 지켜야 합니다.
이어서 빙엄이 탄핵 조항을 낭독했다. 탄핵 조항 낭독 후, 다음 날 오후 1시에 재판을 시작하기 위해 상원이 모이고, 그 시간에 상원의원들이 배심원으로서 대법원장에게 선서를 받을 것이라는 결의안이 채택되었다. 또한 상원의원들이 배심원으로 착석하면 상원이 탄핵 소추 위원들을 맞이할 것이라고 결의했다. 이 결의안 채택 후, 상원은 다른 세부 사항들과 함께 대법원장에게 통보하고 그의 재판장 참석을 요청하는 추가 결의안을 채택했다.

## 상원의 탄핵 법정 소집

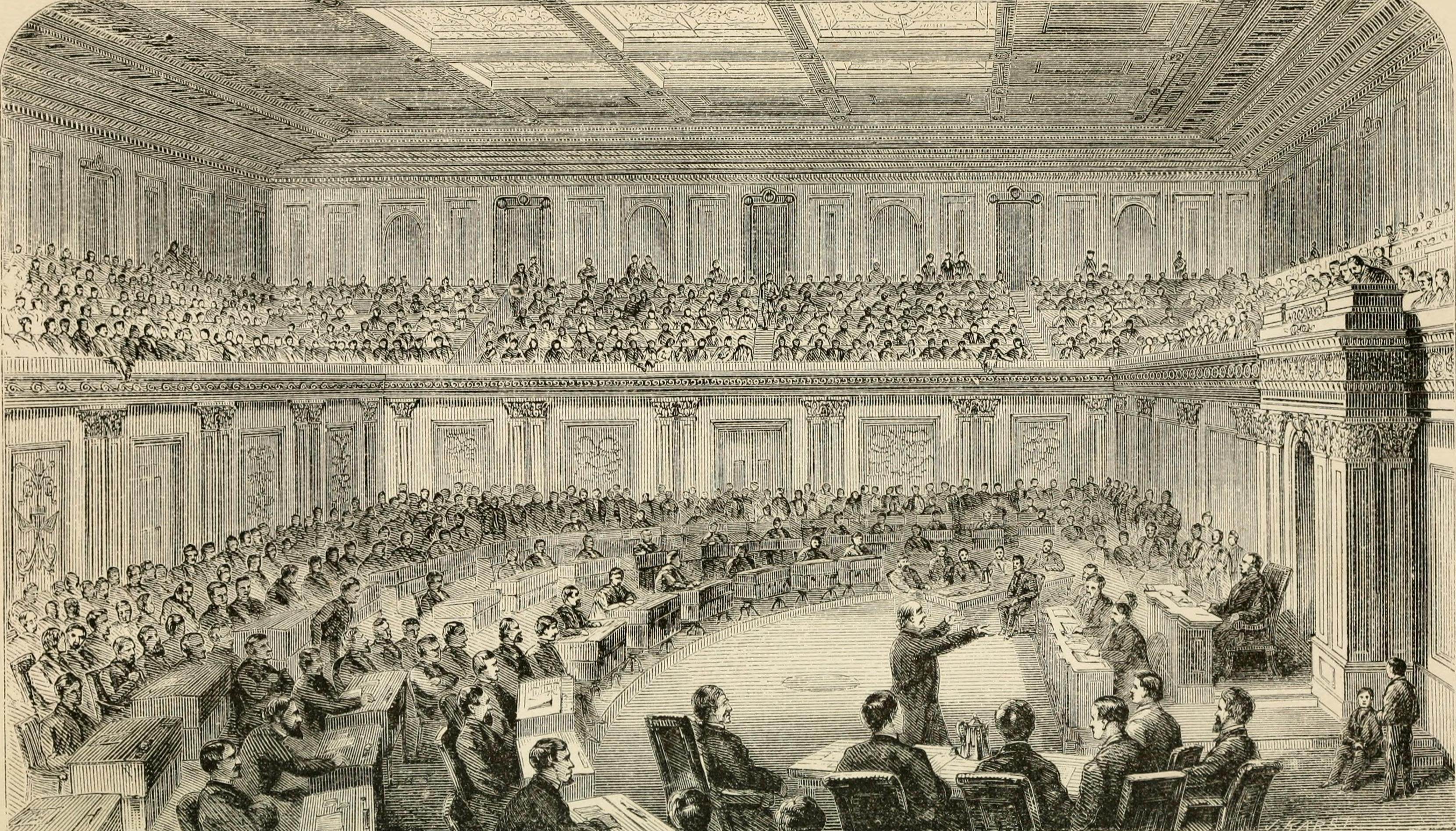
탄핵 법정으로 소집된 상원의 삽화

1868년 3월 5일 오후 1시 (탄핵 조항이 전달된 다음 날), 미국 상원 임시의장 벤저민 웨이드는 의사봉을 두드려 입법 업무를 중단시켰고, 이어서 상원은 새먼 P. 체이스 대법원장이 주재하는 탄핵 법정으로 소집되어 재판을 시작했다. 체이스 대법원장은 상원의원 찰스 R. 버칼류 (펜실베이니아주 민주당), 새뮤얼 C. 포메로이 (켄터키주 공화당), 헨리 윌슨 (매사추세츠주 공화당)의 호위하에 의사당에 입장했다. 이들은 전날 체이스를 호위하기 위한 목적으로만 위원회에 임명되었다.
이 첫날에는 나중에 볼 수 있었던 많은 참석자들이 몰려들었으며, 상원 회의장 방청석은 "수십 명의 여성들이 계단에 앉아 있었다. 통로와 문은 구경꾼들로 막혔다"고 보도될 정도로 붐볐다. 제임스 미첼 애슐리 (존슨 탄핵의 가장 초기이자 강력한 지지자 중 한 명)와 콜팩스 의장을 포함한 많은 하원 의원들이 상원 회의장 바닥과 로비에 몰려들었다. 상원의 외교관 방청석은 외교관과 상원의원 부인들로 붐볐다.

### 선서 (3월 5일, 6일)
3월 5일과 6일, 3월 2일에 채택된 규칙에 따라 체이스 대법원장은 재판장으로서, 그리고 상원의원들은 배심원의 선서로서 다음과 같은 선서를 했다.
나는 현재 심리 중인 미국 대통령 앤드루 존슨의 탄핵 재판과 관련된 모든 일에 있어 헌법과 법률에 따라 공정한 정의를 행할 것을 엄숙히 맹세한다. 하느님께서 나를 도우시옵소서.
체이스는 재판 개시 시 상원 의장석에 앉자마자 다음과 같이 선언했다.
상원의원 여러분, 저는 귀하의 통지에 따라 미국 대통령의 탄핵 심판을 위한 탄핵 법정을 구성하기 위해 귀하와 함께 참석했으며, 이제 선서를 할 준비가 되었습니다.
선서는 미국의 연방 대법원 대법관 새뮤얼 넬슨 대법관이 체이스 대법원장에게 집행했다. 체이스는 상원 규칙에 따르면 단순히 의장으로서 어떤 선서도 할 필요가 없다고 명시되어 있음에도 불구하고 선서를 하기로 결정했다. 그 후, 체이스는 상원의원들에게 알파벳 순서로 개별적으로 선서를 받기 시작했다.
벤저민 웨이드가 배심원 선서를 받을 차례가 되자 토머스 A. 헨드릭스 (인디애나주 민주당) 상원의원은 벤저민 웨이드의 공정성에 의문을 제기하며 이해충돌로 인해 웨이드가 법정 구성원으로서 자격을 박탈해야 한다고 제안했다. 헨드릭스의 이의는 웨이드가 당시 상원 임시의장으로서 존슨을 계승할 1순위였다는 사실에 관한 것이었다. 이는 존슨이 유죄 판결을 받아 해임되면 웨이드가 대통령직을 계승하게 된다는 것을 의미했다. 당시 계승을 규정하던 대통령 계승법에 따르면 상원 임시의장직은 실제로 3순위였지만, 부통령직(2순위 직책)은 존슨이 대통령직을 계승한 이후로 부통령직의 임기 중 공석을 채울 헌법적 규정이 없었기 때문에 계속 비어 있었다 (그러한 규정은 거의 한 세기 후에 수정 헌법 제25조의 비준 이후에야 존재하게 된다). 몇몇 상원의원들이 헨드릭스의 이의에 응답하기 위해 일어섰다. 체이스는 먼저 웨이드의 주를 대표하는 다른 상원의원인 존 셔먼 (오하이오주 공화당)을 인정했다. 셔먼은 오하이오주가 탄핵 법정에서 두 명의 대표를 가질 자격이 있다고 주장했다. 제이콥 M. 하워드 (뉴햄프셔주 공화당)가 헨드릭스의 이의에 응답할 때, 그는 웨이드의 이해충돌과 데이비드 T. 패터슨 (테네시주 민주당) 상원의원이 존슨 대통령의 인척이라는 이해충돌 사이에 아무런 차이도 보이지 않는다고 주장했다. 상원의 공화당 급진파 다수에게 비난받던 헨드릭스는 하루 뒤 이의를 철회하고 그 문제를 웨이드 자신의 양심에 맡겼다. 웨이드는 결국 유죄 판결에 찬성표를 던졌다. 웨이드는 재판 중에 탄핵 소추 위원 벤저민 버틀러에게 존슨이 유죄 판결을 받아 웨이드가 대통령직을 맡게 되면 버틀러를 국무부 장관으로 임명하겠다고 약속했다.
헨드릭스가 이의를 철회한 후 체이스는 웨이드와 아직 선서를 하지 않은 나머지 상원의원들에게 선서를 받았다. 선서가 완료된 후, 체이스 대법원장은 상원에게 1868년 3월 2일에 채택된 재판 규칙이 탄핵 법원의 규칙으로 간주되어야 하는지에 대한 질문을 제출했다. 상원은 음성 투표로 찬성표를 던졌다. 상원은 다음으로 제이콥 M. 하워드가 제안한 동의에 동의하여 탄핵 소추 위원들에게 상원이 탄핵 법정으로 조직되었으며 그들을 맞이할 준비가 되었음을 통보했다. 잠시 후, 오후 2시 47분, 7명의 탄핵 소추 위원 중 6명 (새디어스 스티븐스 제외)이 상원 의사당 앞에 나타나 상원 경사에 의해 발표되었고, 체이스 대법원장의 초대로 의사당 앞 지정된 좌석에 앉았다. 그 후, 상원은 제이콥 M. 하워드가 제안한 명령을 채택하여, 채택된 규칙 및 절차에 따라 존슨 대통령에게 3월 13일 오후 1시에 출석하도록 소환장을 발행하도록 했다.

### 존슨에게 소환장 전달 (3월 7일)
1868년 3월 7일, 미국 상원 경사 조지 T. 브라운은 미국 국회의사당에서 백악관으로 가서 존슨에게 소환장을 전달했다. 상원의 소환장 외에도 1868년 3월 7일 체이스 대법원장이 존슨 대통령에게 탄핵 재판을 알리고 재판 날짜를 알리며 "무관심한 직무 소홀"로 고발된 이유를 요약한 소환 영장을 보냈다.
변호인단의 조언에 따라 존슨은 재판에 출석하지 않기로 결정했다. 존슨은 때때로 재판에 직접 참석하고 싶어 했지만, 그렇게 하면 대통령직이 약화될 것이라고 주장하는 변호인단의 설득에 따라 참석하지 않았다. 그의 변호인단은 존슨이 재판에 참석하면 성질을 낼까 봐 우려했다. 그러나 존슨은 재판 도중 여러 기자들과 인터뷰를 했다. 탄핵 소추 위원 벤저민 프랭클린 버틀러는 존슨의 출석을 강제해야 한다고 주장했고, 탄핵 소추 위원들이 그렇게 하지 못해 "무릎이 너무 약했다"고 느꼈다.

### 입장권 규칙 채택 (3월 10일)

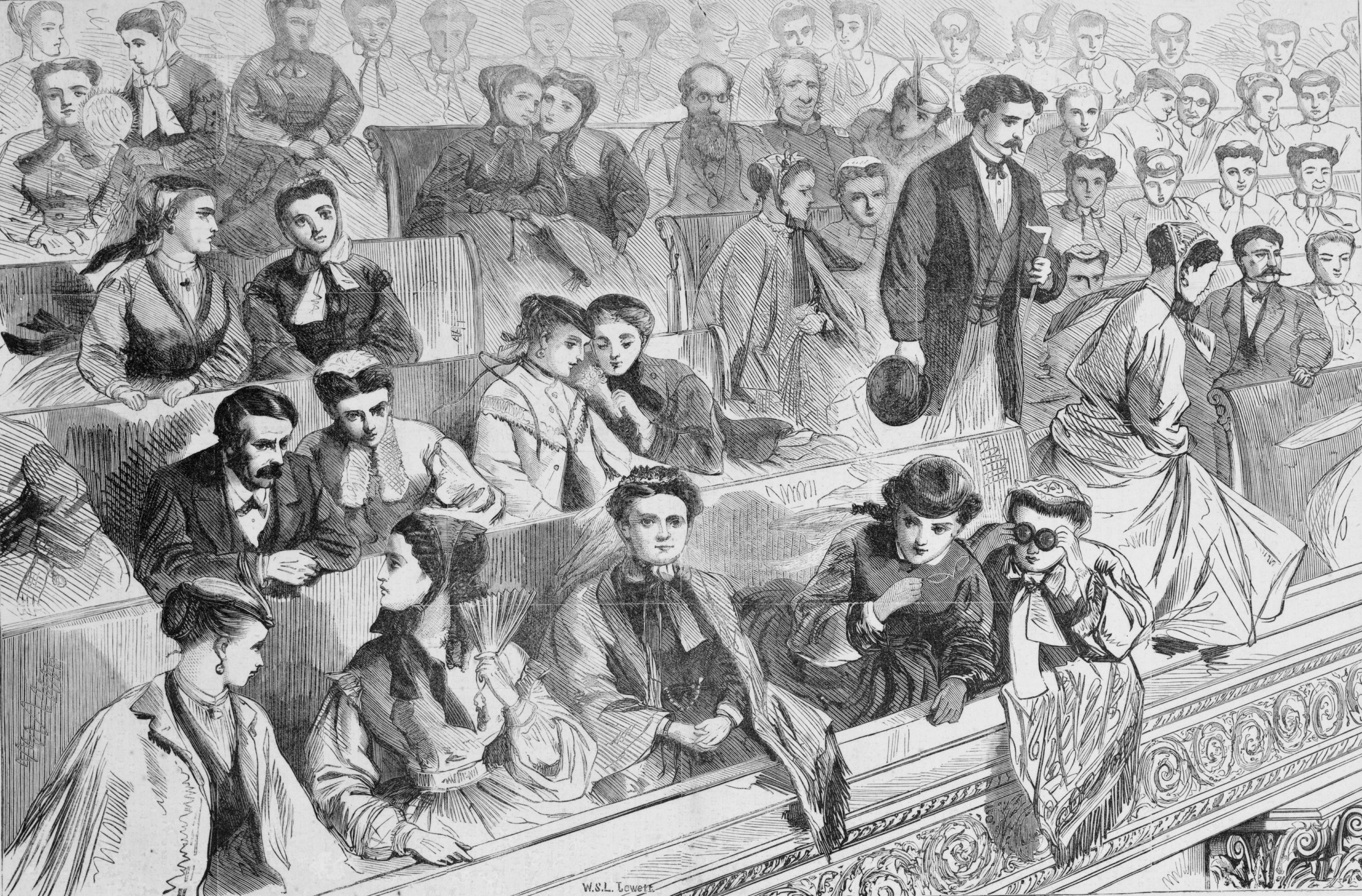
상원 재판 중 상원 여성 방청석 삽화

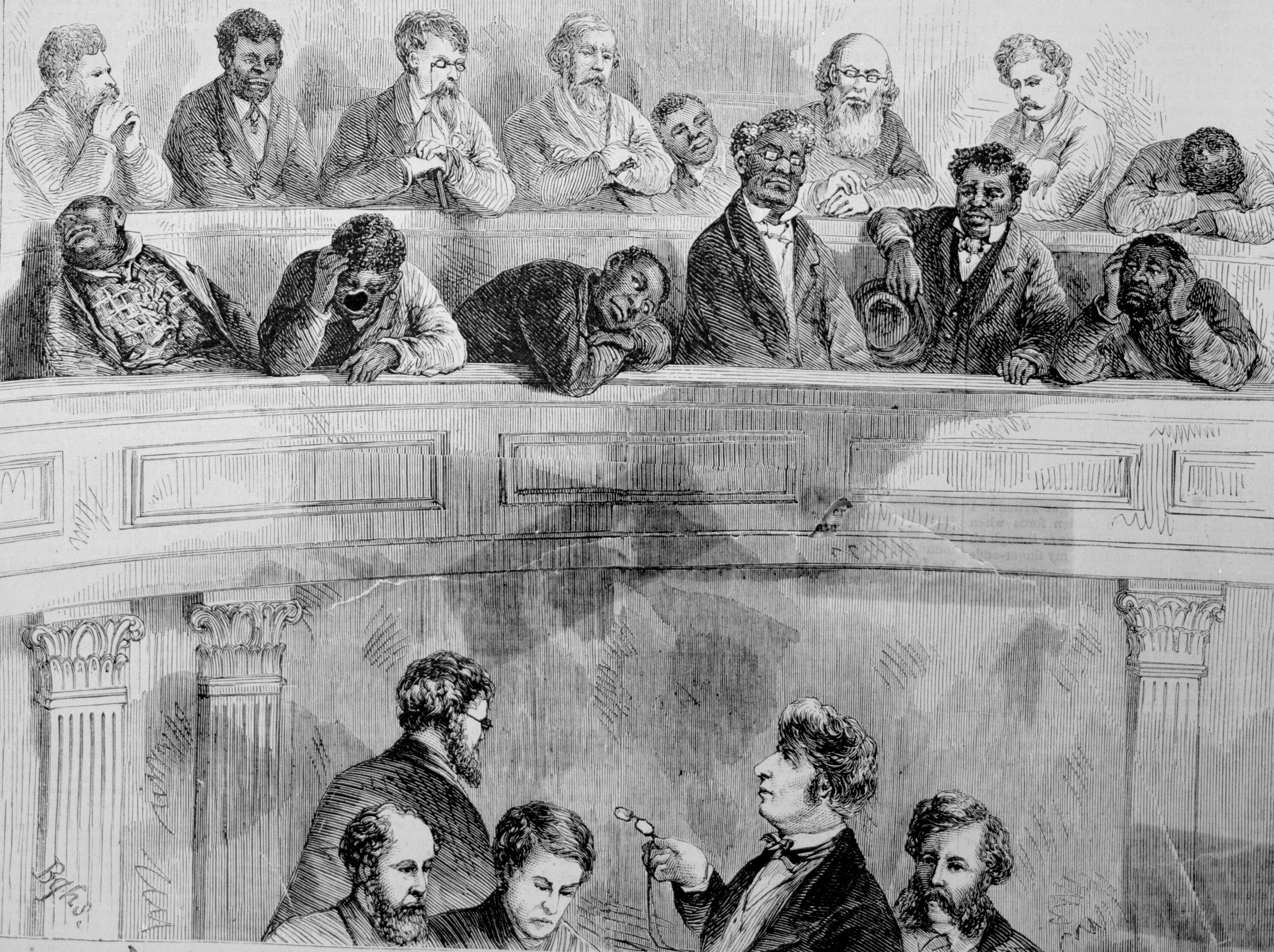
재판 중 방청석에 앉은 남자들 삽화

재판은 주로 공개 회의로 진행되었다. 상원 회의장 방청석은 때때로 가득 찼고, 대중의 큰 관심으로 인해 상원은 역사상 처음으로 입장권을 발행했다. 티켓 배포를 설명하는 규칙은 3월 10일 상원 일반 회의에서 채택되었다. 재판의 각 날마다 1,000장의 색 부호 티켓이 인쇄되어 하루 동안 입장할 수 있도록 했다. 이 규칙에 따라 매일의 티켓 40장은 외교단에게, 20장은 대통령을 위해 미국 대통령 비서실장에게, 각 상원의원에게 4장, 대법원장에게 4장, 각 대법관에게 2장, 컬럼비아 특별구 대법원의 수석 및 부대법관에게 2장, 청구법원의 각 판사에게 2장, 내각 각 구성원에게 2장, 미국 육군 총사령관에게 2장, 그리고 60장은 상원 임시의장이 언론인들에게 발행했다. 나머지 티켓은 각 주가 하원에서 보유한 의석 수에 비례하여 상원의원들에게 배포되었다. 의원들은 받은 티켓에 대한 수백 건의 요청으로 넘쳐났다. 혼잡함과 더위, 습한 날씨는 상원 회의장을 불편하게 만들었다. 관객들은 검찰의 발표를 지루하게 여겨 참석률이 줄었다.

### 3월 13일, 23일, 24일 진행

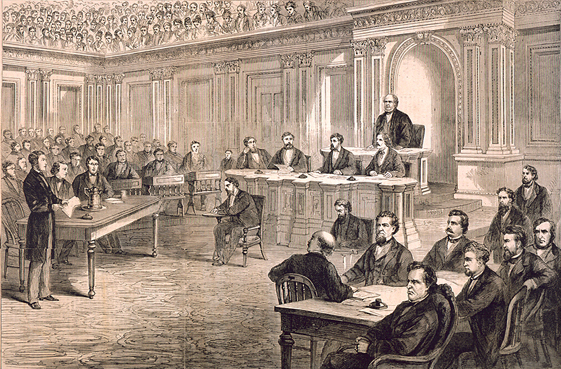
3월 13일 진행 삽화

상원은 3월 13일, 존슨이 소환에 응답해야 하는 날에 탄핵 법정으로 다시 모였다. 상원 회의장은 붐볐다. 볼티모어 선의 재판 보도에 따르면 참석한 "유색인종 시민"이 부족했다고 언급했다. 존슨의 변호인단은 검찰이 더 오랜 시간을 가졌기 때문에 증거와 증인을 수집하는 데 40일을 요청했지만, 10일만 허용되었다.

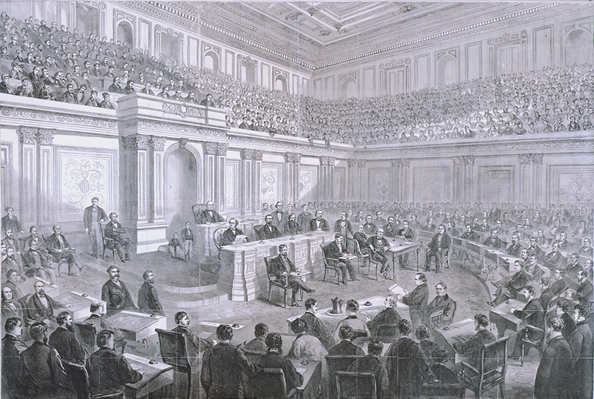
3월 23일, 대통령 변호인 벤저민 로빈스 커티스가 상원 회의장에서 연설하는 삽화

상원은 3월 23일에 탄핵 법정으로 다시 모였다. 이 절차에서 개럿 데이비스 (켄터키주 민주당) 상원의원은 (재건으로 인해) 모든 주가 상원에 대표되지 않았으므로 재판이 열릴 수 없으며 따라서 정회되어야 한다고 주장했다. 이 동의는 부결되었다. 대통령에 대한 혐의가 제기된 후, 헨리 스탠버리는 증거를 수집하고 증인을 소환하기 위해 추가로 30일을 요청하며, 이전에 허용된 10일은 대통령의 답변을 준비하는 데만 충분한 시간이었다고 말했다. 하원 소추 위원 존 A. 로건은 재판이 즉시 시작되어야 하며 스탠버리가 시간을 벌려고만 한다고 주장했다. 요청은 41대 12로 부결되었다. 그러나 상원은 다음 날 변호인단에게 증거를 준비할 6일을 더 주기로 투표했고, 이는 받아들여졌다.

## 프레젠테이션, 증언, 변론, 심의
재판 동안 41명의 증인이 증언했다 (검찰 측 25명, 변호인 측 16명). 이들은 실시간 증언을 제공했다. 그러나 변호인과 검찰 양측에서 부른 증인 중 한 명인 윌리엄 G. 무어 (대통령 비서)는 동일한 인물이었기 때문에 고유한 증인은 40명뿐이었다.

### 검찰 측 프레젠테이션 (3월 30일~4월 9일)
- - 윌리엄 J. 맥도널드 (3월 31일) 상원 수석 서기[71]
  - 존 W. 존스 (3월 31일) 상원 문구 관리인[71]
  - 찰스 E. 크리시 (3월 31일 및 4월 4일) 재무부 임명 서기[71]
  - 버트 반 혼 (3월 31일) 하원 공화당 의원
  - 제임스 K. 무어헤드 (3월 31일) 하원 민주당 의원
  - 월터 A. 벌리 (3월 31일) 하원 공화당 비투표 대표
  - 새뮤얼 윌크슨 (4월 1일) 언론인[72]
  - 조지 W. 카스너 (4월 1일, 2일)
  - 토머스 W. 페리 (4월 2일) 하원 공화당 의원
  - 윌리엄 H. 에모리 (4월 2일) 미국 육군 지형공학단 장교
  - 조지 W. 월러스 (4월 2일) 미국 육군 소속 중령으로 워싱턴 D.C. 주둔군 사령관[73]
  - 윌리엄 E. 챈들러 (4월 2일) 전 미국 재무부 차관보
  - 찰스 A. 팅커 (4월 2일, 3일) 전신 기사[71]
  - 제임스 B. 셰리든 (4월 3일) 속기사[71]
  - 제임스 O. 클레페인 (4월 3일) 속기 기록원[71]
  - 프랜시스 H. 스미스 (4월 3일) 하원 공식 기록원[71]
  - 윌리엄 G. 무어 (4월 3일) 존슨 대통령의 개인 비서[71]
  - 윌리엄 N. 허드슨 (4월 3일) 클리블랜드 리더 편집자[71]
  - 대니얼 C. 맥이웬 (4월 3일) 속기 뉴스 기자[71]
  - 에버렛 D. 스타크 (4월 3일) 기자[71]
  - L. L. 월브리지 (4월 4일) 속기 뉴스 기자[71]
  - 조셉 A. 대어 (4월 4일) 속기 뉴스 기자[71]
  - 로버트 S. 추 (4월 4일) 미국 국무부 직원[71]
  - M.H. 우드 (4월 9일)
  - 포스터 블로젯 (4월 9일) 조지아 공화당 중앙위원회 위원장 및 전 조지아주 오거스타 시장

검찰은 3월 30일부터 4월 9일까지 사건을 발표했다. 주로 존슨의 스탠턴 해임에 중점을 두었다. 그들의 주장은 이미 알려진 사실을 주로 제시하여 방청객들에게 지루하게 여겨졌다. 주요 초점은 존슨의 임기보장법 위반 혐의였지만, 검찰의 주장에서는 다른 문제들도 제기되었다. 하원 탄핵 소추 위원들은 또한 존슨을 국가에 대한 "노예 권력"의 회귀를 대표하는 인물로 묘사했다. 검찰의 발표 대부분 동안, 변호인단 윌리엄 에바츠는 버틀러의 질문에 이의를 제기하여 절차를 종종 지연시켰고, 이는 상원이 해당 질문을 허용할지 여부에 대한 투표를 필요로 했다.
검찰이 제시한 주요 주장 중 하나는 존슨이 상원의 동의 없이 스탠턴을 해임함으로써 임기보장법을 명시적으로 위반했다는 주장이었다. 또 다른 주요 주장은 대통령이 의회가 통과한 법률을 자신이 합헌이라고 믿든 아니든 충실히 집행할 의무가 있다는 것이었다. 그들은 대통령이 그렇게 할 의무가 없다면, 그들이 의회의 뜻(이는 선출된 대표로서 미국 국민의 뜻을 대변한다고 주장했다)에 일상적으로 반할 수 있을 것이기 때문이라고 주장했다.

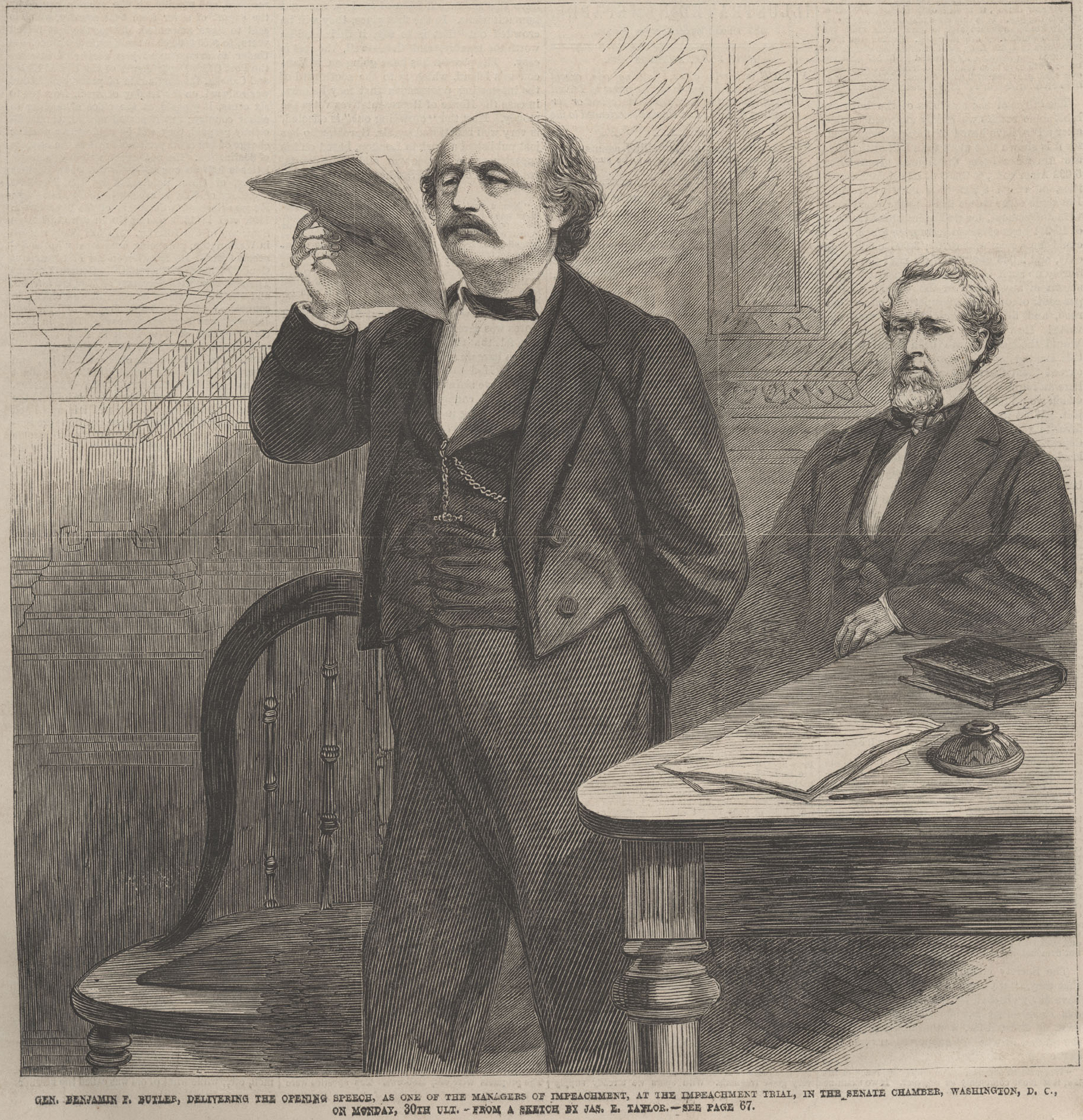
벤저민 프랭클린 버틀러 (왼쪽)가 개회 연설을 하는 삽화

3월 30일 재판이 시작되었을 때, 하원 소추 위원 벤저민 프랭클린 버틀러는 3시간 동안의 연설로 검찰 측의 개회 발언을 했다. 이 연설은 존 왕 시대까지 거슬러 올라가는 역사적 탄핵 재판을 검토했다. 이 연설에서 그는 임기보장법이 존슨의 스탠턴 해임에 적용되지 않는다는 주장을 직접 반박했다. 이 연설에서 그는 또한 존슨의 악명 높은 순회 연설에서 발췌한 내용들을 읽었다. 이러한 발언은 탄핵 10조의 근거가 되었다. 그는 또한 존슨을 "우연한 최고 지도자"이자 "암살자의 선택을 받은 자"라고 지칭하며 존슨이 대통령으로 선출된 것이 아니라 에이브러햄 링컨 암살 사건 이후 대통령직에 올랐다는 사실을 언급하는 등 존슨에 대해 경멸적인 발언을 했다. 버틀러는 상원이 존슨이 "직무상의 비행으로 인해 더 이상 적합하지 않은지"라는 질문에 직면해 있다고 주장했다. 버틀러의 연설은 주로 존슨의 에드윈 스탠턴 및 로렌초 토머스와 관련된 행동이 임기보장법 위반이라는 점에 초점을 맞춘 처음 8개 탄핵 조항을 강조했으며, 이러한 행동을 통해 존슨이 법을 무시할 "가장 엄청나고 무제한적인 특권"을 주장했다고 비난했다. 그는 탄핵의 마지막 세 조항(그가 작성한 10조를 포함)이 첫 조항들의 "웅장함"에 비해 미약하다고 생각한다고 인정했다. 임기보장법의 합법성을 지지하기 위해 버틀러는 의회의 과거 법률과 알렉산더 해밀턴의 연방주의자 논집에 실린 글을 포함한 역사적 선례를 인용했다. 11개 조항 모두 유죄 판결로 이어져야 한다고 주장하기 위해 버틀러는 탄핵 가능한 범죄를 "정부의 근본적이거나 필수적인 원칙을 전복하거나 공공 이익에 매우 해로운" 모든 행위를 포함하는 광범위한 견해로 주장했다. 버틀러는 그의 개회 연설에서 상원이 "법률에 구속되지 않고, 법률이나 관습에 구속되지 않고", 오히려 상원의원들이 "자신들의 법이며, 자연적인 공정성과 정의의 원칙에 의해서만 구속된다"고 말한 것에 대해 많은 비판을 받았다.

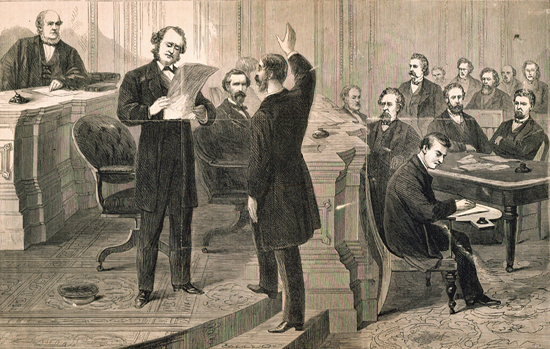
미국 상원 서기관 존 와이즈 포니가 4월 2일 증인 윌리엄 H. 에모리에게 선서를 집행하고 있다.

다음 며칠 간의 발표에서 버틀러는 존슨의 임기보장법 위반을 비난하고, 대통령이 그랜트 장군을 통하지 않고 직접 육군 장교들에게 명령을 내렸다고 추가로 비난했다. 검찰은 4월 9일까지 진행된 절차에서 25명의 증인을 소환했고, 그날 증거 제시를 마쳤다. 검찰 측 증언은 흥미롭지 않았다. 스탠턴은 설득력 있는 증인이 될 수 있었지만, 탄핵 소추 위원들의 세 가지 우려 때문에 소환되지 않았다. 첫째는 스탠턴이 상원에서 증언하기 위해 그의 사무실을 비우면 로렌초 토머스가 사무실에 들어와 자물쇠를 바꿀 수 있다는 두려움이었다. 둘째는 스탠턴이 증인으로서 오만하게 보일 수 있다는 우려였다. 셋째는 스탠턴이 존슨의 바람에 반하여 자신이 직무를 유지할 자격이 있음을 효과적으로 정당화하지 못할 수도 있다는 우려였다.
버틀러가 재판 중 존슨에 대해 한 무례한 발언의 성격은 중립적인 상원의원들에게 검찰 측 주장에 해를 끼쳤을 수 있다. 버틀러는 또한 그의 발표에서 여러 가지 전략적 오류를 범했다고 주장된다. 발표 후, 버틀러와 그의 하원 동료들은 자신들의 발표가 성공적이었다고 공개적으로 자신감을 표명했다. 5월 4일, 버틀러는 공화당 군중 앞에서 연설하며 "큰 장애물의 제거는 확실하다"고 선언했다. 그러나 개인적으로는 낙관적이지 않았다.

### 변호인 측 프레젠테이션 (4월 9일~20일)
- - 로렌초 토머스 (4월 10일) 미 육군 부관장
  - 윌리엄 테쿰세 셔먼 (4월 11일, 13일) 소장 (미국 육군)
  - 리턴 J. 미그스 3세 (4월 13일) 콜럼비아 특별구 대법원 서기[75]
  - 드위트 C. 클라크 (4월 15일)
  - 윌리엄 G. 무어 (4월 15일) 존슨 대통령의 개인 비서[76]
  - 월터 스미스 콕스 (4월 16일) 변호사
  - 리처드 T. 메릭 (4월 16일) 변호사
  - 에드워드 O. 페린 (4월 16일)
  - 윌리엄 W. 암스트롱 (4월 17일) 뉴스 기자[76] 및 전 오하이오주 국무장관
  - 바턴 에이블 (4월 17일)
  - 조지 냅 (4월 17일) 세인트루이스 리퍼블리칸 발행인[76]
  - 헨리 F. 차이더 (4월 17일) 뉴스 기자[76]
  - 프레데릭 W. 수어드 (4월 17일) 미국 국무부 장관
  - 기드온 웰스 (4월 17일, 18일) 해군장관
  - 에드거 T. 웰스 (4월 18일) 기드온 웰스의 아들[77]
  - 알렉산더 랜달 (4월 18일) 우정청장[77]

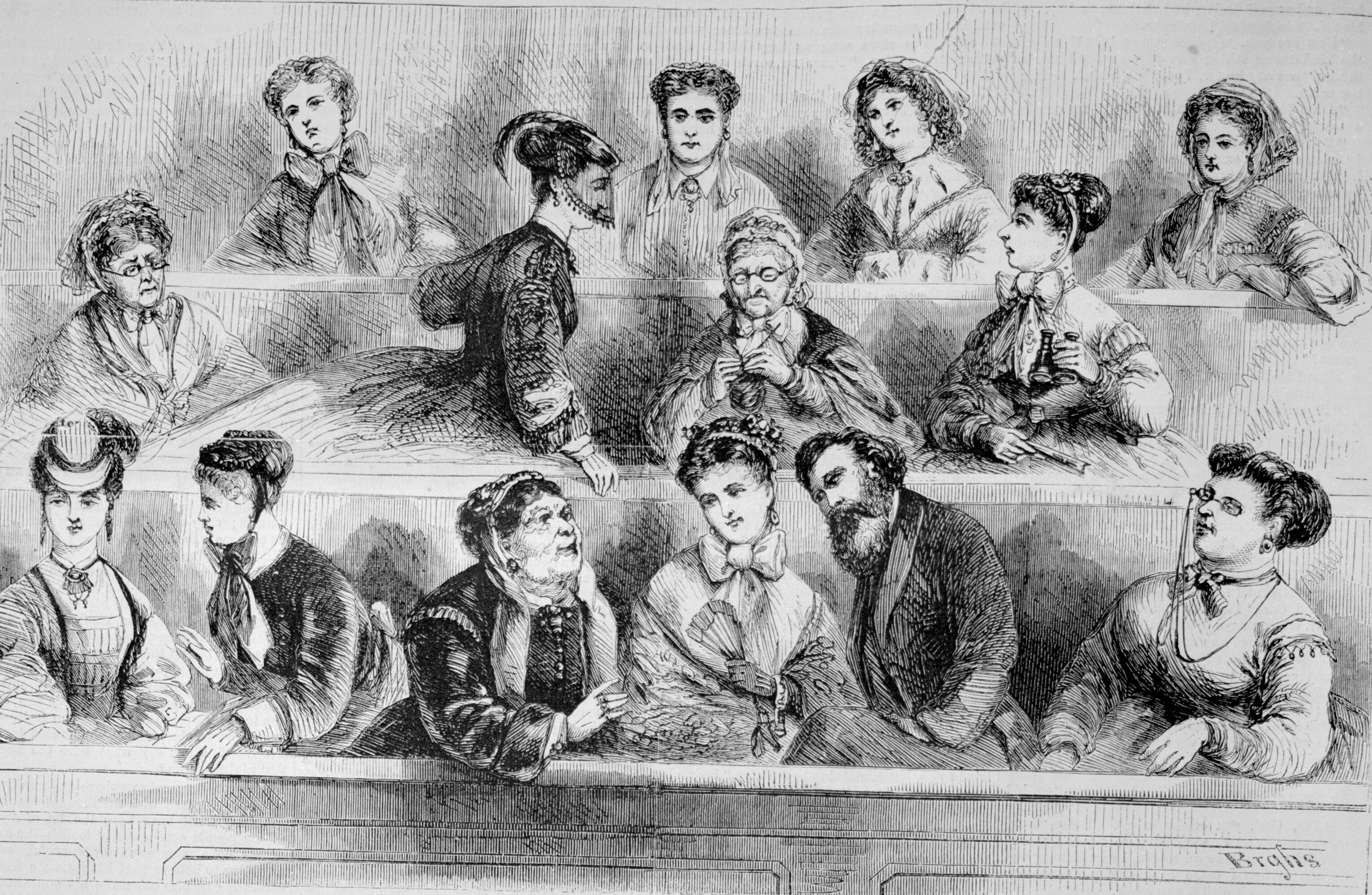
여성 방청석에서 재판을 관찰하는 여성들 삽화

변호인단 발표는 4월 9일부터 20일까지 진행되었다. 변호인단은 존슨의 의도에 대한 상원의원들의 의심을 불러일으키고, 탄핵 가능한 범죄로 주장된 행위들의 범죄성에 의문을 제기하고자 했다.
변호인단이 주장한 핵심 요점 중 하나는 임기보장법의 문구가 명확하지 않아 법률 자체가 스탠턴 관련 상황에 적용되는지 여부에 대한 모호성이 남아있다는 것이었다. 변호인단은 존슨이 임기보장법을 위반하지 않았다고 주장했다. 왜냐하면 링컨 대통령이 1865년 두 번째 임기 시작 시 스탠턴을 전쟁부 장관으로 재임명하지 않았고, 따라서 스탠턴은 1861년 내각의 잔여 임명직이었으며, 이는 임기보장법에 의한 보호를 받지 못하게 했다는 것이다.
변호인단이 주장한 또 다른 핵심 요점은 임기보장법이 위헌이라는 주장이었다. 왜냐하면 그들은 이 법이 대통령의 헌법적 권한인 "법률이 충실히 집행되도록 보장할" 권한을 침해한다고 주장했기 때문이다. 그들은 대통령이 자신의 내각 고문들을 신뢰할 수 없다면 법률을 집행할 수 없을 것이라고 주장했다. 그들은 심지어 법률이 합헌이더라도, 대통령은 헌법적 권리를 오해했다는 이유로 유죄 판결을 받고 해임되어서는 안 된다고 주장했다. 그들은 존슨이 임기보장법의 합헌성을 오판했다면 그 오판이 그의 해임으로 이어져서는 안 된다고 주장했다.
또 다른 핵심 주장은 스탠턴을 해고하려는 존슨의 의도가 임기보장법의 합헌성을 대법원에서 시험하기 위한 것이었으며, 그는 그렇게 할 권리가 있다고 주장했다.
변호인단이 주장한 또 다른 주장은 존슨이 로렌초 토머스를 임시 공무원으로 임명함으로써 스태프가 갖춰지고 운영되는 전쟁부를 유지하기 위해 필요에 따라 행동했다는 것이었다. 그들은 이러한 행동이 존슨의 해임을 정당화할 만한 어떠한 공공의 피해도 초래하지 않았다고 주장했다.
변호인단이 주장한 또 다른 핵심 요점은 대통령이 정치적 비행으로 인해 탄핵을 통해 해임되어서는 안 되며, 오히려 선거를 통해 해임되어야 한다는 주장이었다. 변호인단은 공화당이 탄핵을 정치적 도구로 남용하고 있다고 주장했다.

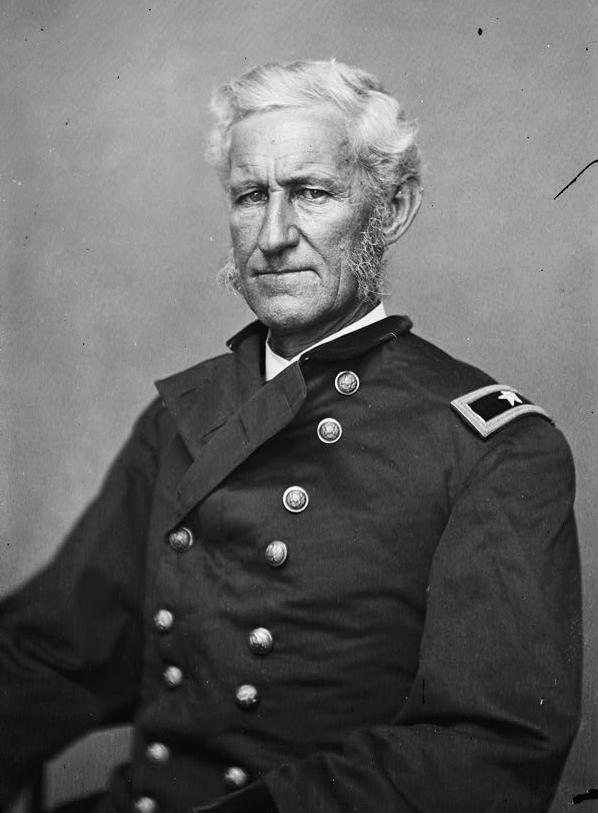
로렌초 토머스가 증인으로 증언했다.

변호인단 벤저민 로빈스 커티스는 하원이 임기보장법을 통과시킨 후 상원이 이를 개정하여 상원-하원 협의 위원회에 회부해야 했음을 지적했다. 그는 이어서 해당 회의록을 인용하여, 하원 의원들은 스탠턴을 계속 직책에 유지하는 것이 유일한 목적이라는 사실에 대해 아무런 언급도 하지 않았고, 상원은 그러한 의도에 동의하지 않았음을 밝혔다.
탄핵 소추 위원들이 존슨의 공개 성명을 유죄 판결의 근거로 삼으려던 주장에 맞서, 변호인단은 존슨이 헌법적으로 보호되는 자유 연설 권한을 행사한 것에 대해 탄핵하는 것은 부적절하며, 10번째 탄핵 조항에 근거한 유죄 판결은 따라서 존슨의 헌법적 권리를 침해할 것이라고 주장했다.
변호인단은 첫 증인으로 부관장 로렌초 토머스를 불렀다. 그는 변호인단에게 충분한 정보를 제공하지 못했고 버틀러는 그의 정보를 검찰 측에 유리하게 사용하려고 시도했다. 다음 증인은 윌리엄 테쿰세 셔먼 장군으로, 그는 존슨 대통령이 부서가 효과적으로 운영되도록 스탠턴의 후임으로 셔먼을 전쟁부 장관으로 임명할 것을 제안했다고 증언했다. 이 증언은 존슨이 정부 운영을 방해하거나 전복할 목적으로 셔먼을 임명할 것을 제안했다고 증언할 것으로 예상했던 검찰에 피해를 주었다. 셔먼은 본질적으로 존슨이 그에게 부서를 관리하고 의회의 뜻에 반하는 군사 지시를 실행하지 않도록 원했다고 확인했다.

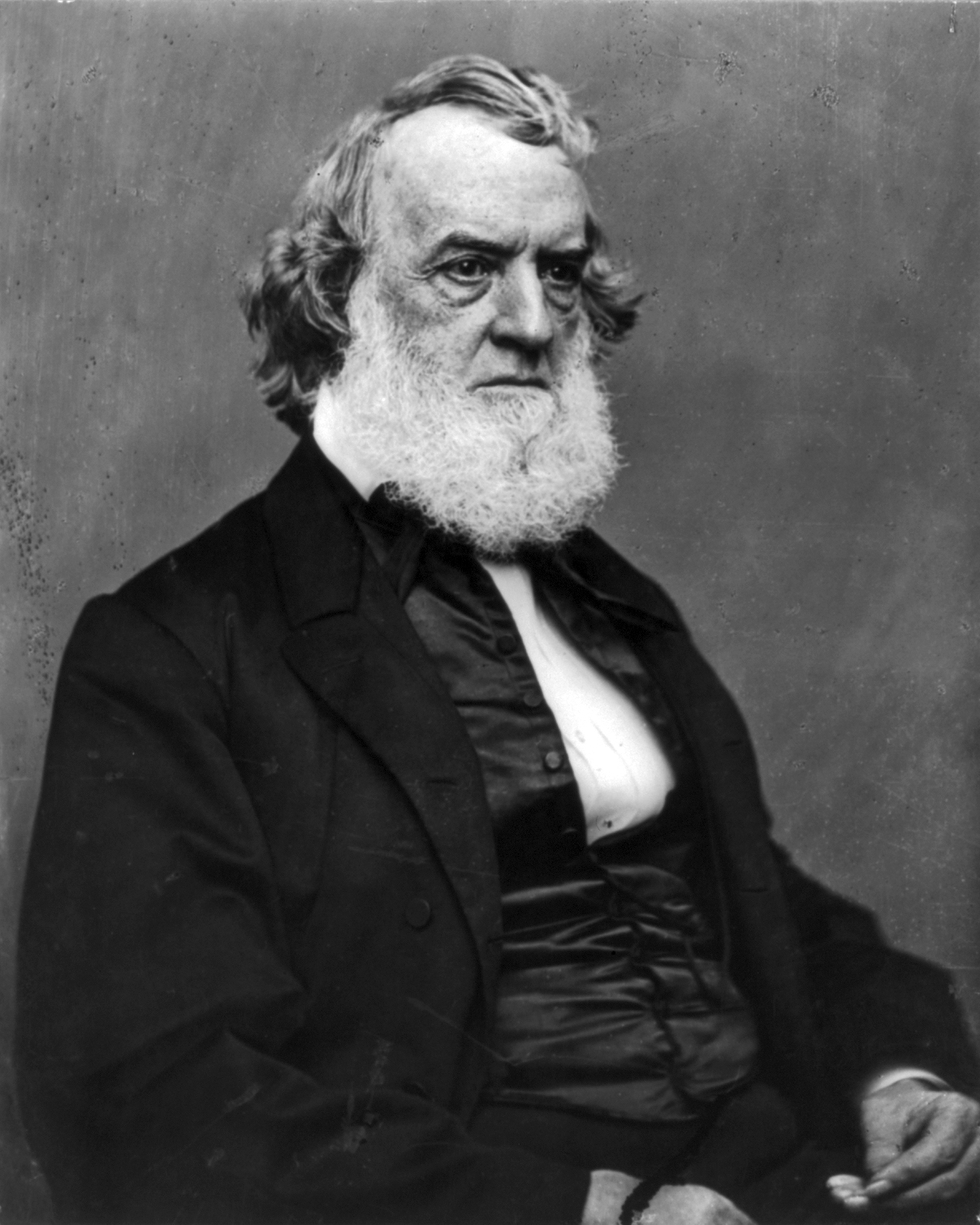
기드온 웰스가 증인으로 증언했다.

변호인 측 증인으로 기드온 웰스는 존슨의 내각이 임기보장법이 위헌이라고 대통령에게 조언했으며, 윌리엄 수어드 장관과 에드윈 스탠턴 장관 모두 거부 메시지 초안을 작성하는 데 동의했다고 증언했다. 커티스는 탄핵 조항 중 하나가 존슨이 헌법을 "위반하려는 의도"를 가졌다고 비난했으므로 이것이 관련성이 있다고 주장했으며, 웰스의 증언은 존슨이 임기보장법이 위헌이라고 믿었음을 나타냈다. 원래 하원 소추 위원들의 반대에도 불구하고, 체이스 대법원장은 이 증언이 증거로 허용될 수 있다고 판결했다. 그러나 상원 자체는 체이스의 판결을 29대 20으로 뒤집어, 이를 증거로 허용하지 않기로 결정했다.
재판 중 체이스 대법원장은 존슨의 변호인에게 토머스를 스탠턴 대신 임명한 것이 임기보장법의 합헌성에 도전하는 시험 사례를 제공하기 위한 것이었음을 증거로 제시할 수 있도록 허용해야 한다고 판결했으며, 증인도 포함시켰지만 상원은 이 판결을 뒤집었다.

### 최종 변론 (4월 22일~5월 6일)

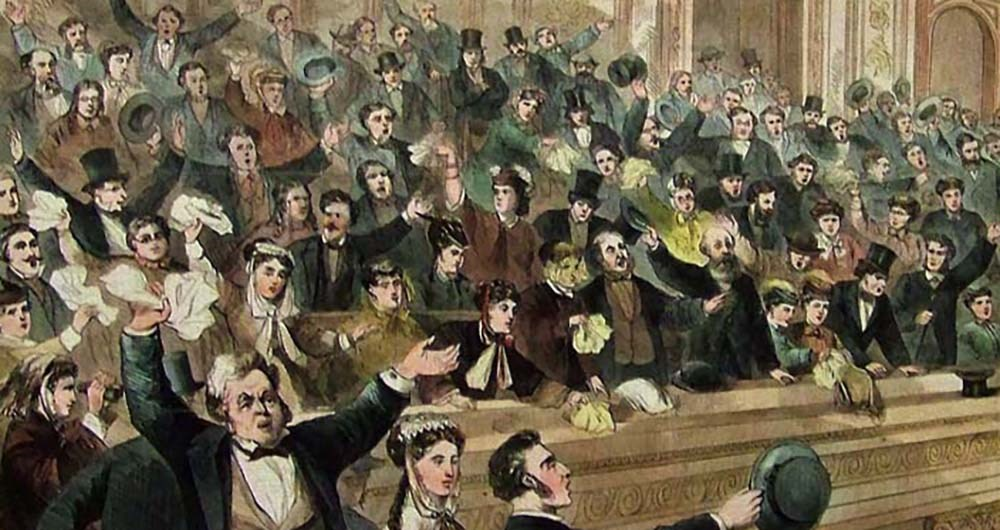
탄핵 소추 위원 존 빙엄의 5월 6일 연설이 끝난 후 상원 방청석에 있던 방청객들이 환호하는 삽화

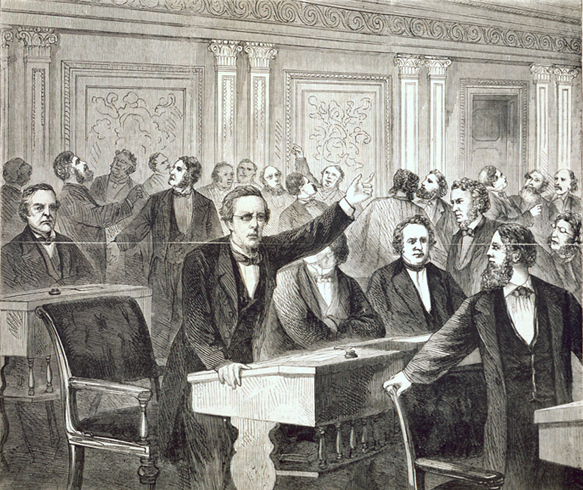
라이먼 트럼불 상원의원이 5월 6일 소란스러운 관객들의 체포를 요청하는 삽화

최종 변론은 4월 22일부터 5월 6일까지 진행되었다. 하원 소추 위원들은 6일 동안, 대통령 변호인단은 5일 동안 변론했다.

#### 검찰 측 최종 변론
검찰 측의 최종 변론에는 격렬한 연설이 포함되었다. 새디어스 스티븐스는 존슨을 "비참한 사람"으로 묘사했다. 존 빙엄은 "배교한 대통령의 월권 행위에 맞서 인민의 입법 권력이 승리해야 할" 근본적인 필요성을 강조하며, 만약 그렇게 되지 않으면 (상원이 대통령에게 무죄를 선고하면) 미래의 역사가들은 탄핵 절차가 "미국 제국의 구조가 무너지고 소멸한" 순간으로 간주할 것이라고 경고했다. 빙엄의 발언은 상원 방청석의 군중으로부터 엄청난 박수를 받았다.
최종 변론 중에 소추 위원 중 한 명이 증인을 심문하고 싶어 하자, 대법원장은 상원의원의 이의 제기에 대해, 상원이 먼저 명령을 내린 후에야 그러한 증거를 최종 변론 중에 제시할 수 있다고 의견을 밝혔다. 그 후 그러한 명령이 내려져 검찰 측의 최종 변론 중에 증인의 증언을 허용했다.

#### 변호인 측 최종 변론
그로스벡은 자신의 발언에서 존슨의 재건 시대 관점을 생생하게 변호했다. 윌리엄 이버츠는 그의 최종 변론에서 임기보장법 위반이 탄핵 가능한 범죄 수준에 미치지 못한다고 주장했다.

### 비공개 심의 (5월 6일~12일)
갤러리로 가득 찬 공개 회의로 진행되었던 재판의 나머지 부분과 달리, 심의는 비공개 회의로 진행되었으며 그 내용은 비밀로 유지되었다. 5월 6일, 조지 F. 에드먼즈 상원의원이 문을 닫자고 동의했고, 상원은 찬성 투표를 했다. 상원은 5월 6일, 7일, 11일, 12일에 비공개 회의에서 심의했다.

## 평결 선고
상원은 재판 당시 27개 주를 대표하는 54명의 의원으로 구성되어 있었다(이전 연합국 소속 10개 주는 아직 상원에 재편입되지 않았다). 재판이 끝날 때 상원의원들은 탄핵 조항 중 3개에 대해 투표했다. 각 투표에서 결과는 35대 19로, 35명의 상원의원이 유죄에, 19명이 무죄에 투표했다. 탄핵 재판에서 유죄 판결을 위한 헌법적 기준은 3분의 2 다수 유죄 표결이므로, 이 경우에는 36표가 필요했기에 존슨은 유죄 판결을 받지 않았다. 투표 동안 상원의원들은 개별적으로 호명되었고 체이스 대법원장으로부터 다음과 같은 질문을 받았다.
_______ 상원의원님, 어떻게 말씀하시겠습니까? 피고인 앤드루 존슨, 미국 대통령은 이 탄핵 조항에 기소된 바와 같이 중대 비행에 대해 유죄입니까, 아니면 무죄입니까?
민주당 상원의원 9명 전원이 유죄 판결에 반대했다. 총 10명의 공화당 상원의원이 당론을 어기고 탄핵에 반대표를 던졌다. 10명의 공화당원 중 3명은 "존슨 공화당원"으로 분류되었으며, 이들은 확실히 무죄 판결에 투표할 것이었다. 이들은 제임스 딕슨, 제임스 루드 둘리틀, 대니얼 셸던 노턴이었다. 그러나 "공화당 기권자"로 불린 나머지 7명은 처음에는 무죄 판결이 확실하지 않았다. 이들은 윌리엄 P. 페슨덴 (메인주 공화당), 조셉 S. 파울러 (테네시주 공화당), 제임스 W. 그라임스 (아이오와주 공화당), 존 B. 헨더슨 (미주리주 공화당), 에드먼드 G. 로스 (캔자스주 공화당), 라이먼 트럼불 (일리노이주 공화당), 피터 G. 반 윙클 (웨스트버지니아주 공화당)이었다. 투표 결과가 보여주는 것보다 존슨이 해임될 위험이 적었고, 존슨의 해임을 막기 위해 자신들의 표가 필요했다면 무죄 판결에 투표할 의향이 있는 다른 공화당 상원의원들이 몇 명 더 있었다는 상당한 증거가 있지만, 상원의원들이 고의적으로 표를 근소하게 유지하려 했다는 증거도 있다.
헌법 학자 찰스 블랙은 나중에 그의 저명한 저서 『탄핵: 핸드북』에서 "무죄 판결은 거의 확실히...탄핵 가능한 범죄가 기소되지 않았다는 믿음 때문이었다"고 의견을 밝혔다. 무죄를 선고한 상원의원들 사이에서는 탄핵이 단지 정책, 스타일, 행정상의 불일치 때문에 대통령을 해임하는 수단으로 사용되어서는 안 된다는 이해가 지배적이었다. 일부 공화당 상원의원들이 무죄에 투표한 다른 동기에는 존슨을 유죄 판결하는 것이 공화당에 미칠 부정적인 정치적 영향에 대한 우려와 존슨이 해임될 경우 대통령 대행이 될 상원 임시의장 벤저민 웨이드에 대한 불만이 포함되었다.
규칙에 따라 상원의원들은 자신의 투표 이유에 대한 공개 성명을 제출할 수 있었다. 무죄에 투표한 5명의 공화당원이 그렇게 했다. 공화당원 라이먼 트럼불은 무죄 투표에 대한 설명 성명에서 존슨이 대통령으로서 부적합하지만, 의심의 여지가 있는 법률을 오해했다는 이유로 그를 해임하는 것은 잘못된 일이라고 주장했다. 그는 존슨을 유죄 판결하는 것이 "헌법의 조화로운 작동"을 방해할 것이라고 주장했다. 그는 또한 존슨이 유죄 판결을 받았다면 미국 대통령직의 주요 정치적 권력원(대통령이 의회와 의견을 달리해도 결과가 없는 자유)이 파괴되었을 것이며, 헌법의 견제와 균형 체제도 파괴되었을 것이라고 주장했다. 트럼불은 다음과 같이 진술했다.
일단, 지금 대통령에게 제기된 여러 주장들이 불과 몇 달 전 하원에서 불충분한 사유로 결정된 것과 같이, 시간의 흥분이 가라앉으면 불충분한 사유로 여겨질 대통령을 탄핵하는 선례가 한번 세워지면, 미래의 어떤 대통령도 하원 다수와 상원 3분의 2가 중요하다고 여기는 어떤 조치, 특히 정치적 성격의 조치에 대해 의견이 다르다면 안전하지 못할 것이다. 당파적 열정에 눈이 멀어 그러한 선례를 앞에 두고, 그들은 자신들의 목적 달성에 방해가 되는 어떤 장애물도 제거하는 것을 주저하지 않을 것이며, 그렇다면 신중하게 고안되고 그 영속성에 매우 중요한 헌법의 견제와 균형은 어떻게 되는가? 그들은 모두 사라지는 것이다.
조셉 S. 파울러는 재판 종료 몇 주 후에 제출된 자신의 설명서에서 탄핵을 "내 정부를 찬탈하려는 계획"이라고 불렀다. 그는 "나는 내 나라를 위해 행동했으며, 좋은 일을 했다고 생각한다"고 선언했다. 제임스 W. 그라임스는 "나는 용납할 수 없는 대통령을 제거하기 위해 헌법의 조화로운 작동을 파괴하는 것에 동의할 수 없다"고 선언했다. 피터 반 윙클의 설명은 탄핵 조항의 언어의 사소한 세부 사항을 다루었다.
검찰 측과 변호인단 양측에서 상원의원들의 투표를 설득하기 위해 제안을 한 증거가 있다. 여기에는 후원 직위, 현금 뇌물, 정치적 거래가 무죄 표를 얻기 위해 이루어졌다는 증거가 포함된다. 검찰 측이 무죄에 투표한 상원의원들에게 유죄로 표를 바꾸도록 뇌물을 주려고 시도했을 수 있다는 증거가 있다. 예를 들어, 메인주 상원의원 페슨덴에게는 영국 특사직이 제안되었고, 탄핵 소추 위원 버틀러는 "캔자스주 상원의원 로스에게 돈이 필요하면 여기에 한 가득 있다고 전하라"고 말했다는 것이 밝혀졌다.
무죄를 선고한 공화당 상원의원들이 고려했을 수 있는 몇 가지 요인은 존슨이 이미 대통령 임기 마지막 해였으며, 1868년 대통령 선거에서 어느 주요 정당으로부터도 지명을 받지 못할 것이 확실해 보였다는 점이다. 또한 존슨은 스탠턴을 상원의원들이 승인할 수 있는 인물로 교체하겠다는 사적인 약속을 했을 수도 있다.

### 11조 표결 (5월 16일)

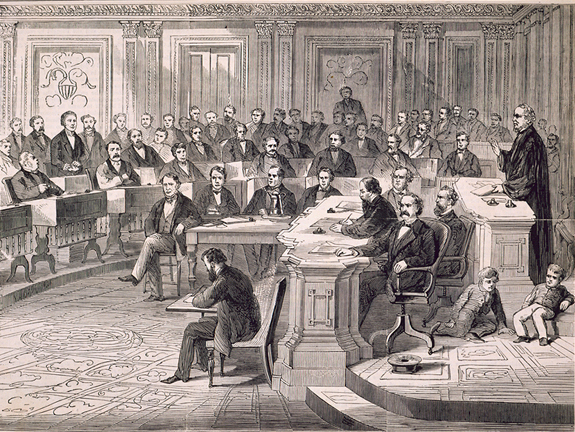
프랭크 레슬리의 일러스트레이티드 뉴스페이퍼에 실린, 에드먼드 G. 로스 상원의원이 11조에 대해 유죄 판결에 반대하는 표를 던지는 삽화

5월 16일, 상원은 평결에 대한 투표를 위해 소집되었다. 11번째 탄핵 조항에 대해 먼저 투표하자는 동의가 성공적으로 채택되었다. 11번째 조항은 유죄 판결을 받을 가능성이 가장 높은 조항으로 널리 간주되었다. 투표를 위해 상원 방청석은 붐볐고, 투표는 큰 호기심으로 초조하게 기다려졌다. 뉴욕 타임스가 보도했다. 상원 의사당의 방청석은 붐볐다. 외교관석도 포함되었는데 뉴욕 타임스는 드물게 만석이 되었다고 묘사했다. 당시 워싱턴 D.C.에 있던 하원 의원들도 투표에 참석했다. 많은 사람들이 국회의사당 복도, 국회의사당 부지 외부, 그리고 워싱턴 D.C. 거리의 군중 속에서 상원의 결과에 대한 초기 소식을 듣기 위해 간절히 기다렸다.
투표 전에 캔자스주 선임 상원의원 새뮤얼 C. 포메로이는 캔자스주 주니어 상원의원 로스에게 로스가 무죄 판결에 투표하면 로스가 뇌물 수수 혐의로 조사를 받게 될 것이라고 말했다. 로스는 중요한 투표로 여겨졌으며, 재판과 심의 내내 탄핵에 대한 자신의 입장에 대해 침묵을 지켰다. 로스의 무죄 투표는 결국 결정적인 투표로 간주되었다.
존 B. 헨더슨은 투표 나흘 전 11조에 대해 유죄 판결에 찬성표를 던지겠다고 약속했지만, 결국 무죄에 투표했다.
11조는 35대 19로 유죄 판결에 필요한 3분의 2 다수에서 1표 부족한 결과를 낳았다. 이후 많은 신문들은 11조가 탄핵 조항 중 가장 강력한 것으로 여겨졌기 때문에 다른 어떤 조항도 유죄 판결을 내릴 가능성이 낮다고 보았다. 투표 결과 소식은 전국적으로 존슨을 지지하는 많은 사람들에게 기쁨으로 받아들여졌고, 여러 도시에서는 언론사 사무실의 게시판 근처에 모여 평결 소식을 기다리던 군중들 사이에서 공개적인 축하 행사가 벌어졌다.

### 10일 휴회
11조에 대한 투표 결과 무죄 판결이 나오자 "무죄"에 투표한 상원의원 중 적어도 한 명이라도 "유죄"로 표를 바꾸도록 설득하기 위해 상원은 32대 21로 10일간 휴회하기로 투표했다.
나머지 10개 탄핵 조항 중 어떤 조항도 유죄 판결을 받을 수 없을 것이라고 믿은 탄핵 소추 위원 새디어스 스티븐스와 토머스 윌리엄스는 각각 존슨에 대해 하원이 통과시키기를 원하는 새로운 탄핵 조항을 작성했지만, 나머지 탄핵 소추 위원들의 승인을 얻지 못했다.
휴회 기간 동안 하원은 5월 16일 존 빙엄이 제출한 결의안을 79대 26으로 승인하여 탄핵 소추 위원들이 "상원의 결정을 영향하기 위해 사용된 부적절하거나 부패한 수단"을 조사하고 증언을 받을 소위원회를 임명할 수 있도록 했다. 소위원회가 구성되어 휴회 기간 동안 증언을 듣기 시작했다. 버틀러가 이끄는 조사는 휴회 기간 동안 무죄 선고를 설득했을 수 있는 가능한 부패 수단을 찾아 나섰다. 탄핵 소추 위원들은 전국 각지에서 추구해야 할 단서에 대한 수많은 제보를 받았다. 그러나 이와 관련하여 버틀러의 귀에 가장 많이 들어온 조언을 한 사람은 뉴스 발행인 조지 윌크스였다. 이 조사에는 설로 위드 (뉴욕에 기반을 둔 정치 보스), 새뮤얼 워드 (정치 로비스트), 찰스 울리 (존슨의 동맹인 변호사)를 포함한 여러 존슨 동맹 인물에 대한 집중 조사가 포함되었다. 탄핵 소추 위원들은 위드로부터 증언을 들었다. 그들은 울리로부터 증언을 받으려 했지만, 울리는 끊임없이 출석 불능에 대한 변명을 늘어놓았다. 3월 25일 저녁, 미국 하원 경사 니헤미아 G. 오드웨이는 울리를 구금하여 3월 26일 하원 앞에 데려왔다. 그러나 울리의 출석은 그날 의원들이 상원 탄핵 재판 투표에 참석하기 위한 휴회로 인해 중단되었다. 위원회는 5월 26일 상원 투표 몇 시간 전에 예비 조사 결과에 대한 보고서를 제출했다. 보고서는 뇌물 수수의 암시를 보여주는 증언이 있었지만, 뇌물 수수에 대한 확실한 증거는 제공하지 않았다고 밝혔다.
휴회 기간 동안 많은 공화당원들은 탄핵 재판에서 눈을 돌려 시카고에서 열린 1868년 공화당 전당대회에 집중했고, 그곳에서 율리시스 S. 그랜트가 당의 대통령 후보로, 스카일러 콜팩스 하원 의장이 부통령 후보로 지명되었다. 휴회 기간이 끝날 무렵, 10일 동안 거의 변한 것이 없었기 때문에 나머지 조항들에 대해서도 다른 결과가 나올 것을 기대할 근거는 거의 없었다.

### 2조, 3조 표결 및 정회 (5월 26일)

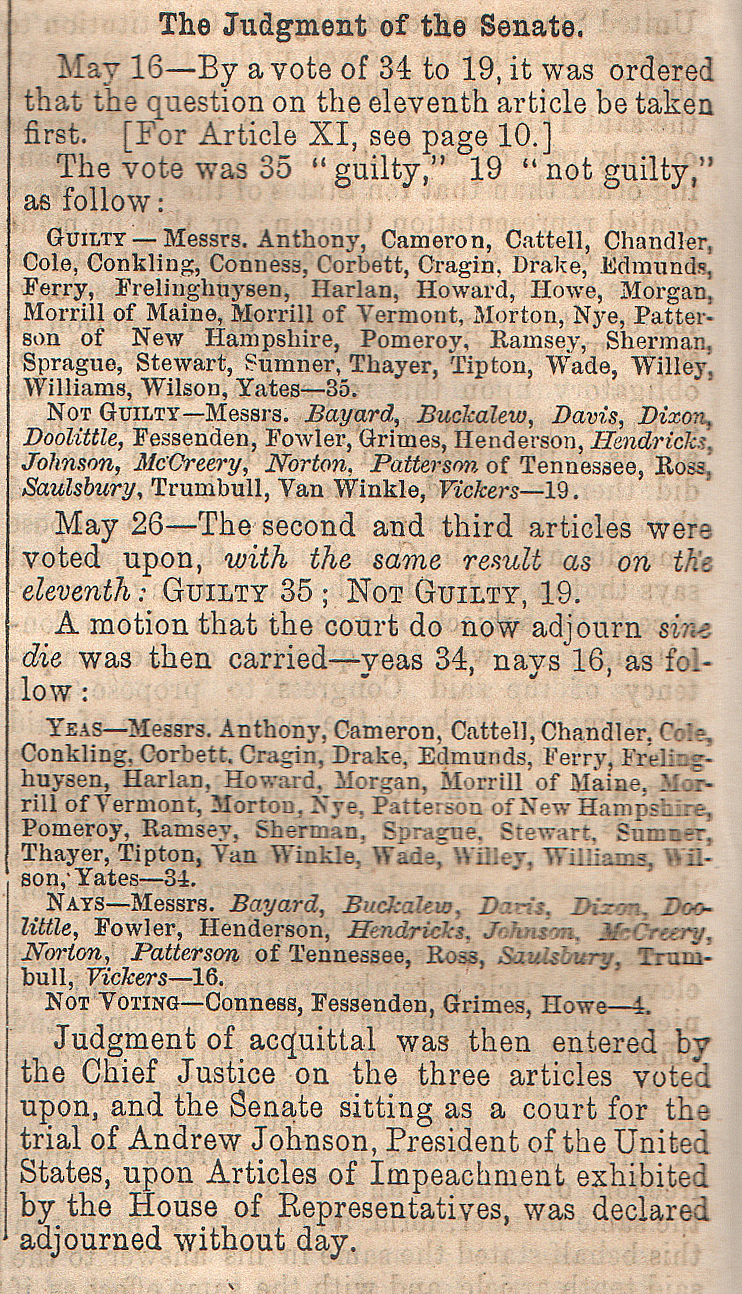
상원의 평결

5월 26일, 상원은 재판을 재개했다. 몇몇 상원의원들은 탄핵 소추 위원들이 잠재적 부패에 대한 조사를 위해 더 많은 증거를 수집할 수 있도록 6월 말까지 재판을 정회하기를 원했다. 그러나 대부분은 조사 중인 혐의가 입증될 수 없다고 믿었기 때문에 이러한 노력은 실패했다. 상원은 이어서 2조와 3조에 대해 투표했으며, 공화당 급진파 지도부의 강력한 결과 변경 노력에도 불구하고 11조와 동일한 표차로 존슨을 유죄 판결하는 데 실패했다. 1조는 존 셔먼 (오하이오주 공화당)이 그 조항에 대해 무죄에 투표할 것이라고 발표했기 때문에 투표에 부쳐지지 않았다. 두 조항 모두 11조에 대한 투표에서 유죄 판결로 이어지지 않자, 조지 헨리 윌리엄스 (오리건주 공화당) 상원의원은 무기한 정회 (특정 재개 날짜 없이)를 동의했고, 상원은 33대 17로 이를 승인했다. 상원이 재판을 재개하지 않았기 때문에, 이는 결국 더 이상의 조항에 대한 투표 없이 재판을 종료시켰다. 재판 정회를 발표하기 전에 체이스 대법원장은 상원 서기에게 존슨 대통령의 무죄 평결을 기록하도록 지시했다.

### 투표 요약

#### 유죄 판결에 대한 투표

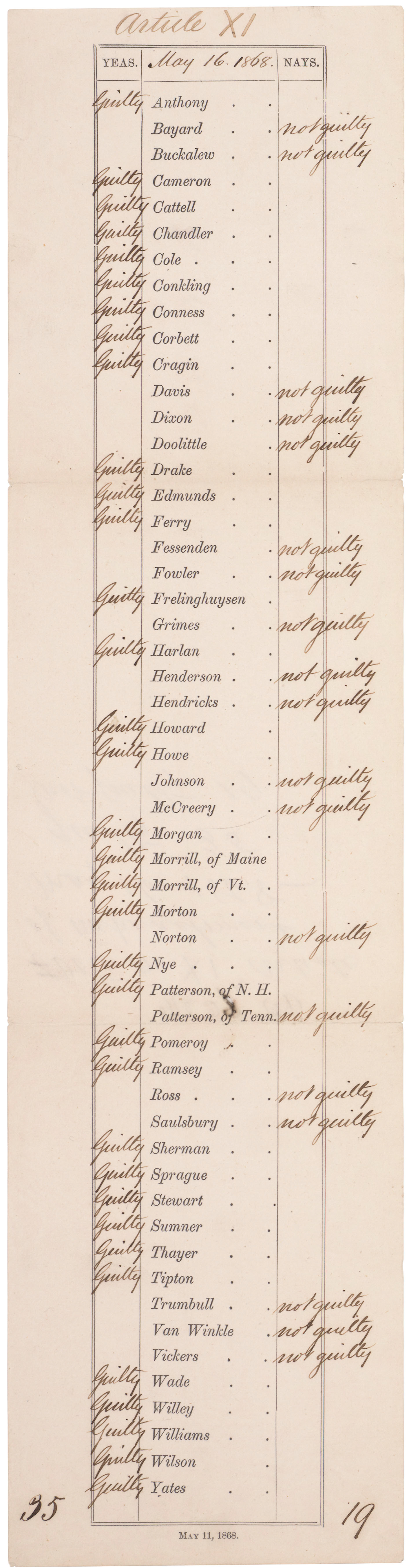
11조에 대한 기록 투표

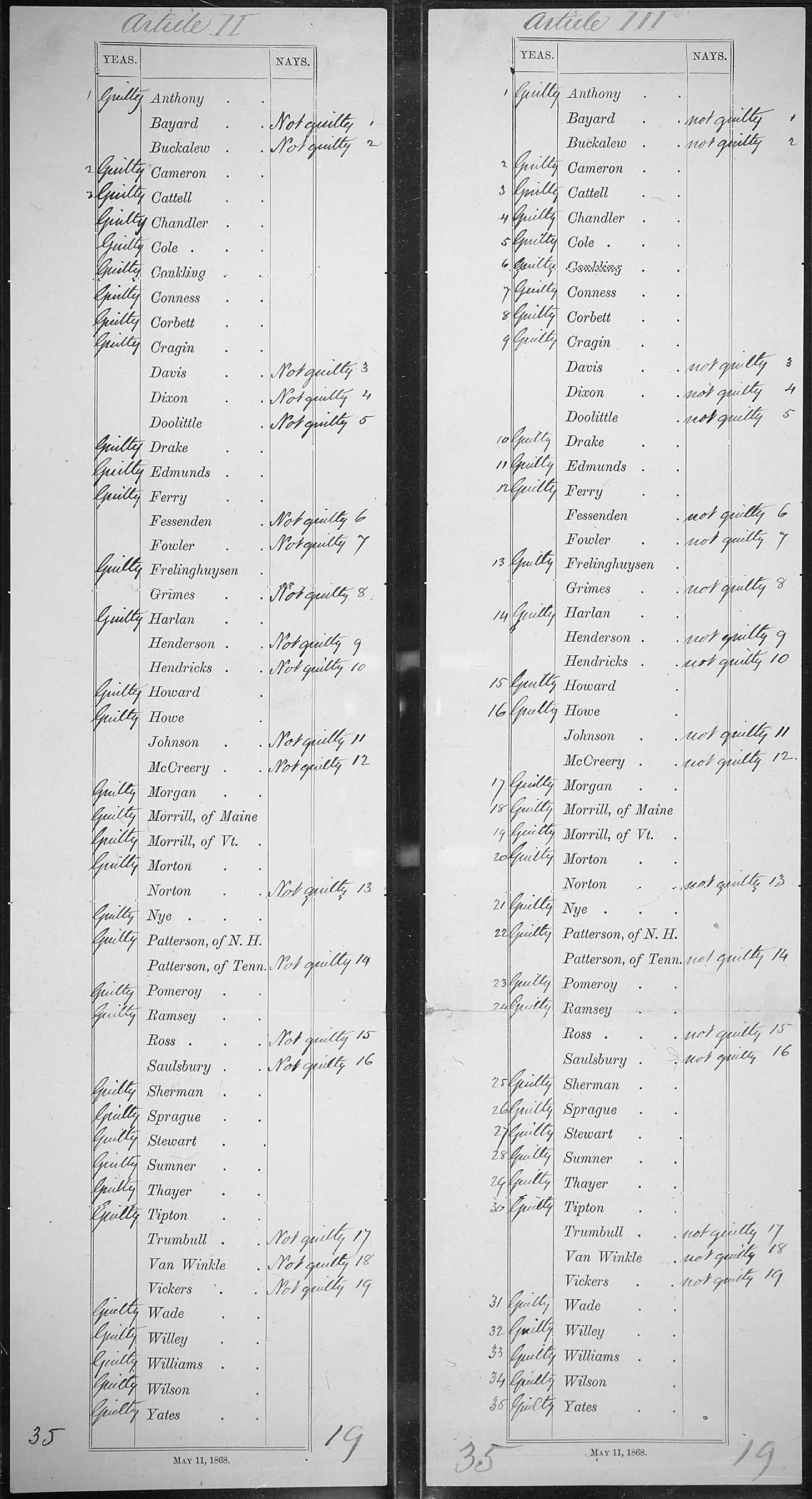
2조와 3조에 대한 기록 투표

| 탄핵 조항, 미국 상원 판결 (유죄 판결을 위해 36표의 "유죄" 표 필요) | 탄핵 조항, 미국 상원 판결 (유죄 판결을 위해 36표의 "유죄" 표 필요) | 탄핵 조항, 미국 상원 판결 (유죄 판결을 위해 36표의 "유죄" 표 필요) | 탄핵 조항, 미국 상원 판결 (유죄 판결을 위해 36표의 "유죄" 표 필요) |            |
| 1868년 5월 16일 제11조 | 정당                                                               | 정당                                                               | 총 투표수                                                          |            |
| 1868년 5월 16일 제11조 | 민주당                                                             | 공화당                                                             | 총 투표수                                                          |            |
| --- | ------------------------------------------------------------------ | ------------------------------------------------------------------ | ------------------------------------------------------------------ | ---------- |
| 찬성 (유죄) | 0                                                                  | 35                                                                 | 35                                                                 |            |
| 반대 (무죄) | 09                                                                 | 10                                                                 | 19                                                                 |            |
| 1868년 5월 26일 제2조 | 정당                                                               | 정당                                                               | 총 투표수                                                          |            |
| 1868년 5월 26일 제2조 | 민주당                                                             | 공화당                                                             | 총 투표수                                                          |            |
| 찬성 (유죄) | 0                                                                  | 35                                                                 | 35                                                                 |            |
| 반대 (무죄) | 09                                                                 | 10                                                                 | 19                                                                 |            |
| 1868년 5월 26일 제3조 | 정당                                                               | 정당                                                               | 총 투표수                                                          |            |
| 1868년 5월 26일 제3조 | 민주당                                                             | 공화당                                                             | 총 투표수                                                          |            |
| 찬성 (유죄) | 0                                                                  | 35                                                                 | 35                                                                 |            |
| 반대 (무죄) | 09                                                                 | 10                                                                 | 19                                                                 |            |
| \| 제11조, 제2조, 제3조에 대한 기록 투표 \| 제11조, 제2조, 제3조에 대한 기록 투표 \| 제11조, 제2조, 제3조에 대한 기록 투표 \| 제11조, 제2조, 제3조에 대한 기록 투표 \| 제11조, 제2조, 제3조에 대한 기록 투표 \| \| 상원의원 \| 정당–주 \| 제11조 투표 \| 제2조 투표 \| 제3조 투표 \| \| ------------------------------------- \| ------------------------------------- \| ------------------------------------- \| ------------------------------------- \| ------------------------------------- \| \| 헨리 B. 앤서니 \| R–RI \| 찬성 \| 찬성 \| 찬성 \| \| 제임스 A. 베이어드 주니어 \| D–DE \| 반대 \| 반대 \| 반대 \| \| 찰스 R. 버칼류 \| D–PA \| 반대 \| 반대 \| 반대 \| \| 사이먼 카메론 \| R–PA \| 찬성 \| 찬성 \| 찬성 \| \| 알렉산더 G. 캐텔 \| R–NJ \| 찬성 \| 찬성 \| 찬성 \| \| 자카리아 챈들러 \| R–MI \| 찬성 \| 찬성 \| 찬성 \| \| 코르넬리우스 콜 \| R–CA \| 찬성 \| 찬성 \| 찬성 \| \| 로스코 콩클링 \| R–NY \| 찬성 \| 찬성 \| 찬성 \| \| 존 코네스 \| R–CA \| 찬성 \| 찬성 \| 찬성 \| \| 헨리 W. 코벳 \| R–OR \| 찬성 \| 찬성 \| 찬성 \| \| 아론 H. 크래긴 \| R–NH \| 찬성 \| 찬성 \| 찬성 \| \| 개럿 데이비스 \| D–KY \| 반대 \| 반대 \| 반대 \| \| 제임스 딕슨 \| R–CT \| 반대 \| 반대 \| 반대 \| \| 제임스 루드 둘리틀 \| R–WI \| 반대 \| 반대 \| 반대 \| \| 찰스 D. 드레이크 \| R–MO \| 찬성 \| 찬성 \| 찬성 \| \| 조지 F. 에드먼즈 \| R–VT \| 찬성 \| 찬성 \| 찬성 \| \| 오리스 S. 페리 \| R–CT \| 찬성 \| 찬성 \| 찬성 \| \| 윌리엄 P. 페슨덴 \| R–ME \| 반대 \| 반대 \| 반대 \| \| 조셉 S. 파울러 \| R–TN \| 반대 \| 반대 \| 반대 \| \| 프레데릭 T. 프렐링하이젠 \| R–NJ \| 찬성 \| 찬성 \| 찬성 \| \| 제임스 W. 그라임스 \| R–IA \| 반대 \| 반대 \| 반대 \| \| 제임스 할런 \| R–IA \| 찬성 \| 찬성 \| 찬성 \| \| 존 B. 헨더슨 \| R–MO \| 반대 \| 반대 \| 반대 \| \| 토머스 A. 헨드릭스 \| D–IN \| 반대 \| 반대 \| 반대 \| \| 제이콥 M. 하워드 \| R–MI \| 찬성 \| 찬성 \| 찬성 \| \| 티모시 O. 하우 \| R–WI \| 찬성 \| 찬성 \| 찬성 \| \| 레버디 존슨 \| D–MD \| 반대 \| 반대 \| 반대 \| \| 토머스 C. 맥크리어리 \| D–KY \| 반대 \| 반대 \| 반대 \| \| 에드윈 D. 모건 \| R–NY \| 찬성 \| 찬성 \| 찬성 \| \| 저스틴 S. 모릴 \| R–VT \| 찬성 \| 찬성 \| 찬성 \| \| 로트 M. 모릴 \| R–ME \| 찬성 \| 찬성 \| 찬성 \| \| 올리버 P. 모튼 \| R–IN \| 찬성 \| 찬성 \| 찬성 \| \| 대니얼 셸던 노턴 \| R–MN \| 반대 \| 반대 \| 반대 \| \| 제임스 W. 나이 \| R–NV \| 찬성 \| 찬성 \| 찬성 \| \| 데이비드 T. 패터슨 \| D–TN \| 반대 \| 반대 \| 반대 \| \| 제임스 W. 패터슨 \| R–NH \| 찬성 \| 찬성 \| 찬성 \| \| 새뮤얼 C. 포메로이 \| R–KS \| 찬성 \| 찬성 \| 찬성 \| \| 알렉산더 램지 \| R–MN \| 찬성 \| 찬성 \| 찬성 \| \| 에드먼드 G. 로스 \| R–KS \| 반대 \| 반대 \| 반대 \| \| 윌라드 설즈버리 시니어 \| D–DE \| 반대 \| 반대 \| 반대 \| \| 존 셔먼 \| R–OH \| 찬성 \| 찬성 \| 찬성 \| \| 윌리엄 스프라그 4세 \| R–RI \| 찬성 \| 찬성 \| 찬성 \| \| 윌리엄 M. 스튜어트 \| R–NV \| 찬성 \| 찬성 \| 찬성 \| \| 찰스 섬너 \| R–MA \| 찬성 \| 찬성 \| 찬성 \| \| 존 밀턴 테이어 \| R–NE \| 찬성 \| 찬성 \| 찬성 \| \| 토머스 팁턴 \| R–NE \| 찬성 \| 찬성 \| 찬성 \| \| 라이먼 트럼불 \| R–IL \| 반대 \| 반대 \| 반대 \| \| 피터 G. 반 윙클 \| R–WV \| 반대 \| 반대 \| 반대 \| \| 조지 비커스 \| D–MD \| 반대 \| 반대 \| 반대 \| \| 벤저민 웨이드 \| R–OH \| 찬성 \| 찬성 \| 찬성 \| \| 웨이트먼 T. 윌리 \| R–WV \| 찬성 \| 찬성 \| 찬성 \| \| 조지 헨리 윌리엄스 \| R–OR \| 찬성 \| 찬성 \| 찬성 \| \| 헨리 윌슨 \| R–MA \| 찬성 \| 찬성 \| 찬성 \| \| 리처드 예이츠 \| R–IL \| 찬성 \| 찬성 \| 찬성 \| 출처: |                                                                    |                                                                    |                                                                    |            |
| 제11조, 제2조, 제3조에 대한 기록 투표 |                                                                    |                                                                    |                                                                    |            |
| 상원의원 | 정당–주                                                            | 제11조 투표                                                        | 제2조 투표                                                         | 제3조 투표 |
| 헨리 B. 앤서니 | R–RI                                                               | 찬성                                                               | 찬성                                                               | 찬성       |
| 제임스 A. 베이어드 주니어 | D–DE                                                               | 반대                                                               | 반대                                                               | 반대       |
| 찰스 R. 버칼류 | D–PA                                                               | 반대                                                               | 반대                                                               | 반대       |
| 사이먼 카메론 | R–PA                                                               | 찬성                                                               | 찬성                                                               | 찬성       |
| 알렉산더 G. 캐텔 | R–NJ                                                               | 찬성                                                               | 찬성                                                               | 찬성       |
| 자카리아 챈들러 | R–MI                                                               | 찬성                                                               | 찬성                                                               | 찬성       |
| 코르넬리우스 콜 | R–CA                                                               | 찬성                                                               | 찬성                                                               | 찬성       |
| 로스코 콩클링 | R–NY                                                               | 찬성                                                               | 찬성                                                               | 찬성       |
| 존 코네스 | R–CA                                                               | 찬성                                                               | 찬성                                                               | 찬성       |
| 헨리 W. 코벳 | R–OR                                                               | 찬성                                                               | 찬성                                                               | 찬성       |
| 아론 H. 크래긴 | R–NH                                                               | 찬성                                                               | 찬성                                                               | 찬성       |
| 개럿 데이비스 | D–KY                                                               | 반대                                                               | 반대                                                               | 반대       |
| 제임스 딕슨 | R–CT                                                               | 반대                                                               | 반대                                                               | 반대       |
| 제임스 루드 둘리틀 | R–WI                                                               | 반대                                                               | 반대                                                               | 반대       |
| 찰스 D. 드레이크 | R–MO                                                               | 찬성                                                               | 찬성                                                               | 찬성       |
| 조지 F. 에드먼즈 | R–VT                                                               | 찬성                                                               | 찬성                                                               | 찬성       |
| 오리스 S. 페리 | R–CT                                                               | 찬성                                                               | 찬성                                                               | 찬성       |
| 윌리엄 P. 페슨덴 | R–ME                                                               | 반대                                                               | 반대                                                               | 반대       |
| 조셉 S. 파울러 | R–TN                                                               | 반대                                                               | 반대                                                               | 반대       |
| 프레데릭 T. 프렐링하이젠 | R–NJ                                                               | 찬성                                                               | 찬성                                                               | 찬성       |
| 제임스 W. 그라임스 | R–IA                                                               | 반대                                                               | 반대                                                               | 반대       |
| 제임스 할런 | R–IA                                                               | 찬성                                                               | 찬성                                                               | 찬성       |
| 존 B. 헨더슨 | R–MO                                                               | 반대                                                               | 반대                                                               | 반대       |
| 토머스 A. 헨드릭스 | D–IN                                                               | 반대                                                               | 반대                                                               | 반대       |
| 제이콥 M. 하워드 | R–MI                                                               | 찬성                                                               | 찬성                                                               | 찬성       |
| 티모시 O. 하우 | R–WI                                                               | 찬성                                                               | 찬성                                                               | 찬성       |
| 레버디 존슨 | D–MD                                                               | 반대                                                               | 반대                                                               | 반대       |
| 토머스 C. 맥크리어리 | D–KY                                                               | 반대                                                               | 반대                                                               | 반대       |
| 에드윈 D. 모건 | R–NY                                                               | 찬성                                                               | 찬성                                                               | 찬성       |
| 저스틴 S. 모릴 | R–VT                                                               | 찬성                                                               | 찬성                                                               | 찬성       |
| 로트 M. 모릴 | R–ME                                                               | 찬성                                                               | 찬성                                                               | 찬성       |
| 올리버 P. 모튼 | R–IN                                                               | 찬성                                                               | 찬성                                                               | 찬성       |
| 대니얼 셸던 노턴 | R–MN                                                               | 반대                                                               | 반대                                                               | 반대       |
| 제임스 W. 나이 | R–NV                                                               | 찬성                                                               | 찬성                                                               | 찬성       |
| 데이비드 T. 패터슨 | D–TN                                                               | 반대                                                               | 반대                                                               | 반대       |
| 제임스 W. 패터슨 | R–NH                                                               | 찬성                                                               | 찬성                                                               | 찬성       |
| 새뮤얼 C. 포메로이 | R–KS                                                               | 찬성                                                               | 찬성                                                               | 찬성       |
| 알렉산더 램지 | R–MN                                                               | 찬성                                                               | 찬성                                                               | 찬성       |
| 에드먼드 G. 로스 | R–KS                                                               | 반대                                                               | 반대                                                               | 반대       |
| 윌라드 설즈버리 시니어 | D–DE                                                               | 반대                                                               | 반대                                                               | 반대       |
| 존 셔먼 | R–OH                                                               | 찬성                                                               | 찬성                                                               | 찬성       |
| 윌리엄 스프라그 4세 | R–RI                                                               | 찬성                                                               | 찬성                                                               | 찬성       |
| 윌리엄 M. 스튜어트 | R–NV                                                               | 찬성                                                               | 찬성                                                               | 찬성       |
| 찰스 섬너 | R–MA                                                               | 찬성                                                               | 찬성                                                               | 찬성       |
| 존 밀턴 테이어 | R–NE                                                               | 찬성                                                               | 찬성                                                               | 찬성       |
| 토머스 팁턴 | R–NE                                                               | 찬성                                                               | 찬성                                                               | 찬성       |
| 라이먼 트럼불 | R–IL                                                               | 반대                                                               | 반대                                                               | 반대       |
| 피터 G. 반 윙클 | R–WV                                                               | 반대                                                               | 반대                                                               | 반대       |
| 조지 비커스 | D–MD                                                               | 반대                                                               | 반대                                                               | 반대       |
| 벤저민 웨이드 | R–OH                                                               | 찬성                                                               | 찬성                                                               | 찬성       |
| 웨이트먼 T. 윌리 | R–WV                                                               | 찬성                                                               | 찬성                                                               | 찬성       |
| 조지 헨리 윌리엄스 | R–OR                                                               | 찬성                                                               | 찬성                                                               | 찬성       |
| 헨리 윌슨 | R–MA                                                               | 찬성                                                               | 찬성                                                               | 찬성       |
| 리처드 예이츠 | R–IL                                                               | 찬성                                                               | 찬성                                                               | 찬성       |

#### 무기한 정회 투표
| 무기한 정회 | 무기한 정회 | 무기한 정회 | 무기한 정회 |
| 1868년 5월 26일 | 정당        | 정당        | 총 투표수   |
| 1868년 5월 26일 | 민주당      | 공화당      | 총 투표수   |
| --- | ----------- | ----------- | ----------- |
| 찬성 | 0           | 33          | 33          |
| 반대 | 09          | 8           | 17          |
| \| 무기한 정회에 대한 기록 투표 \| 무기한 정회에 대한 기록 투표 \| 무기한 정회에 대한 기록 투표 \| \| 상원의원 \| 정당–주 \| 투표 \| \| ---------------------------- \| ---------------------------- \| ---------------------------- \| \| 헨리 B. 앤서니 \| R–RI \| 찬성 \| \| 제임스 A. 베이어드 주니어 \| D–DE \| 반대 \| \| 찰스 R. 버칼류 \| D–PA \| 반대 \| \| 사이먼 카메론 \| R–PA \| 찬성 \| \| 알렉산더 G. 캐텔 \| R–NJ \| 찬성 \| \| 자카리아 챈들러 \| R–MI \| 찬성 \| \| 코르넬리우스 콜 \| R–CA \| 찬성 \| \| 로스코 콩클링 \| R–NY \| 찬성 \| \| 존 코네스 \| R–CA \| 불참 \| \| 헨리 W. 코벳 \| R–OR \| 찬성 \| \| 아론 H. 크래긴 \| R–NH \| 찬성 \| \| 개럿 데이비스 \| D–KY \| 반대 \| \| 제임스 딕슨 \| R–CT \| 반대 \| \| 제임스 루드 둘리틀 \| R–WI \| 반대 \| \| 찰스 D. 드레이크 \| R–MO \| 찬성 \| \| 조지 F. 에드먼즈 \| R–VT \| 찬성 \| \| 오리스 S. 페리 \| R–CT \| 찬성 \| \| 윌리엄 P. 페슨덴 \| R–ME \| 불참 \| \| 조셉 S. 파울러 \| R–TN \| 반대 \| \| 프레데릭 T. 프렐링하이젠 \| R–NJ \| 찬성 \| \| 제임스 W. 그라임스 \| R–IA \| 불참 \| \| 제임스 할런 \| R–IA \| 찬성 \| \| 존 B. 헨더슨 \| R–MO \| 반대 \| \| 토머스 A. 헨드릭스 \| D–IN \| 반대 \| \| 제이콥 M. 하워드 \| R–MI \| 찬성 \| \| 티모시 O. 하우 \| R–WI \| 불참 \| \| 레버디 존슨 \| D–MD \| 반대 \| \| 토머스 C. 맥크리어리 \| D–KY \| 반대 \| \| 에드윈 D. 모건 \| R–NY \| 찬성 \| \| 저스틴 S. 모릴 \| R–VT \| 찬성 \| \| 로트 M. 모릴 \| R–ME \| 찬성 \| \| 올리버 P. 모튼 \| R–IN \| 찬성 \| \| 대니얼 셸던 노턴 \| R–MN \| 반대 \| \| 제임스 W. 나이 \| R–NV \| 찬성 \| \| 데이비드 T. 패터슨 \| D–TN \| 반대 \| \| 제임스 W. 패터슨 \| R–NH \| 찬성 \| \| 새뮤얼 C. 포메로이 \| R–KS \| 찬성 \| \| 알렉산더 램지 \| R–MN \| 찬성 \| \| 에드먼드 G. 로스 \| R–KS \| 반대 \| \| 윌라드 설즈버리 시니어 \| D–DE \| 반대 \| \| 존 셔먼 \| R–OH \| 찬성 \| \| 윌리엄 스프라그 4세 \| R–RI \| 찬성 \| \| 윌리엄 M. 스튜어트 \| R–NV \| 찬성 \| \| 찰스 섬너 \| R–MA \| 찬성 \| \| 존 밀턴 테이어 \| R–NE \| 찬성 \| \| 토머스 팁턴 \| R–NE \| 찬성 \| \| 라이먼 트럼불 \| R–IL \| 반대 \| \| 피터 G. 반 윙클 \| R–WV \| 찬성 \| \| 조지 비커스 \| D–MD \| 반대 \| \| 벤저민 웨이드 \| R–OH \| 찬성 \| \| 웨이트먼 T. 윌리 \| R–WV \| 찬성 \| \| 조지 헨리 윌리엄스 \| R–OR \| 찬성 \| \| 헨리 윌슨 \| R–MA \| 찬성 \| \| 리처드 예이츠 \| R–IL \| 반대 \| 출처: |             |             |             |
| 무기한 정회에 대한 기록 투표 |             |             |             |
| 상원의원 | 정당–주     | 투표        |             |
| 헨리 B. 앤서니 | R–RI        | 찬성        |             |
| 제임스 A. 베이어드 주니어 | D–DE        | 반대        |             |
| 찰스 R. 버칼류 | D–PA        | 반대        |             |
| 사이먼 카메론 | R–PA        | 찬성        |             |
| 알렉산더 G. 캐텔 | R–NJ        | 찬성        |             |
| 자카리아 챈들러 | R–MI        | 찬성        |             |
| 코르넬리우스 콜 | R–CA        | 찬성        |             |
| 로스코 콩클링 | R–NY        | 찬성        |             |
| 존 코네스 | R–CA        | 불참        |             |
| 헨리 W. 코벳 | R–OR        | 찬성        |             |
| 아론 H. 크래긴 | R–NH        | 찬성        |             |
| 개럿 데이비스 | D–KY        | 반대        |             |
| 제임스 딕슨 | R–CT        | 반대        |             |
| 제임스 루드 둘리틀 | R–WI        | 반대        |             |
| 찰스 D. 드레이크 | R–MO        | 찬성        |             |
| 조지 F. 에드먼즈 | R–VT        | 찬성        |             |
| 오리스 S. 페리 | R–CT        | 찬성        |             |
| 윌리엄 P. 페슨덴 | R–ME        | 불참        |             |
| 조셉 S. 파울러 | R–TN        | 반대        |             |
| 프레데릭 T. 프렐링하이젠 | R–NJ        | 찬성        |             |
| 제임스 W. 그라임스 | R–IA        | 불참        |             |
| 제임스 할런 | R–IA        | 찬성        |             |
| 존 B. 헨더슨 | R–MO        | 반대        |             |
| 토머스 A. 헨드릭스 | D–IN        | 반대        |             |
| 제이콥 M. 하워드 | R–MI        | 찬성        |             |
| 티모시 O. 하우 | R–WI        | 불참        |             |
| 레버디 존슨 | D–MD        | 반대        |             |
| 토머스 C. 맥크리어리 | D–KY        | 반대        |             |
| 에드윈 D. 모건 | R–NY        | 찬성        |             |
| 저스틴 S. 모릴 | R–VT        | 찬성        |             |
| 로트 M. 모릴 | R–ME        | 찬성        |             |
| 올리버 P. 모튼 | R–IN        | 찬성        |             |
| 대니얼 셸던 노턴 | R–MN        | 반대        |             |
| 제임스 W. 나이 | R–NV        | 찬성        |             |
| 데이비드 T. 패터슨 | D–TN        | 반대        |             |
| 제임스 W. 패터슨 | R–NH        | 찬성        |             |
| 새뮤얼 C. 포메로이 | R–KS        | 찬성        |             |
| 알렉산더 램지 | R–MN        | 찬성        |             |
| 에드먼드 G. 로스 | R–KS        | 반대        |             |
| 윌라드 설즈버리 시니어 | D–DE        | 반대        |             |
| 존 셔먼 | R–OH        | 찬성        |             |
| 윌리엄 스프라그 4세 | R–RI        | 찬성        |             |
| 윌리엄 M. 스튜어트 | R–NV        | 찬성        |             |
| 찰스 섬너 | R–MA        | 찬성        |             |
| 존 밀턴 테이어 | R–NE        | 찬성        |             |
| 토머스 팁턴 | R–NE        | 찬성        |             |
| 라이먼 트럼불 | R–IL        | 반대        |             |
| 피터 G. 반 윙클 | R–WV        | 찬성        |             |
| 조지 비커스 | D–MD        | 반대        |             |
| 벤저민 웨이드 | R–OH        | 찬성        |             |
| 웨이트먼 T. 윌리 | R–WV        | 찬성        |             |
| 조지 헨리 윌리엄스 | R–OR        | 찬성        |             |
| 헨리 윌슨 | R–MA        | 찬성        |             |
| 리처드 예이츠 | R–IL        | 반대        |             |

## 여파

### 정치적 파급 효과
탄핵 노력을 이겨낸 존슨은 1869년 3월 4일 임기 말까지 재임했지만, 거의 레임덕으로 공공 정책에 영향을 미치지 못했다.
재판을 정회하는 투표 후, 에드윈 스탠턴은 해임에 대한 그의 싸움을 사실상 끝냈고, 그의 부관에게 "대통령의 처분과 지시에 따라" 전쟁부의 지휘를 맡도록 지시했다. 그는 그 장교에게 존슨에게 사직서(존슨이 이미 그를 해임했다는 것을 인정하지 않음)를 전달하도록 했다.
1868년 5월 1868년 공화당 전당대회에서 채택된 강령은 존슨이 "중대 범죄 및 비행으로 정당하게 탄핵되었고, 35명의 상원의원 투표로 적절히 유죄 판결을 받았다"고 선언했다. 무죄에 투표한 공화당 상원의원 중 누구도 다시 선출직 공무원으로 근무하지 않았다. 비록 재판 중 유죄 판결로 표를 바꾸라는 강한 압력을 받았지만, 이후 여론은 빠르게 그들의 견해로 바뀌었다. 존 셔먼과 심지어 찰스 섬너와 같이 유죄 판결에 투표한 일부 상원의원들은 나중에 마음을 바꿨다.
이들을 작성한 특별위원회가 의도한 대로, 존슨의 탄핵을 위해 명시된 탄핵 재판 규칙은 실제로 영구적이었으며, 이후 모든 연방 탄핵 재판에서 거의 변경 없이 사용되었다. 존슨 재판 이후 탄핵 규칙은 1935년 해럴드 라우더백 재판에서 단 하나의 규칙 변경이 있을 때까지 다시 변경되지 않았다. 1970년대에는 상원 규칙 및 행정위원회가 리처드 닉슨 탄핵 이후 예상될 수 있었던 탄핵 재판에 앞서 규칙을 다시 변경하는 것을 고려했지만, 리처드 닉슨의 사임 이후 잠시 중단되었다. 1970년대에 고려된 규칙 변경은 1986년에 상원이 이를 채택하라는 추가 권고에 따라 행동할 때까지 채택되지 않았다. 존슨 재판을 위해 명시된 규칙에는 더 이상의 변경이 이루어지지 않았다.
일부에서는 무죄 판결이 탄핵이 권력 남용과 공공 신뢰 위반을 다루는 데 적용되어야 하지만 의회와 대통령 간의 정치적 및 정책적 분쟁을 해결하는 수단으로 사용되어서는 안 된다는 이해의 인정이었다고 주장한다.
탄핵은 권력 분립 간의 균형, 즉 연방 입법부 (의회)와 미국 연방 정부의 행정기관 간의 균형을 둘러싼 더 큰 싸움의 일부로 여겨진다. 앤드루 존슨의 탄핵과 재판은 연방 입법부와 행정부 권력 간의 균형에 중요한 정치적 함의를 가졌다. 이는 의회가 대통령과 정책, 스타일, 직무 행정에 대해 의견이 다르다는 이유만으로 대통령을 해임해서는 안 된다는 원칙을 강화했다. 또한 공공 정책 및 전반적인 통치 권한에 대한 대통령의 영향력이 감소하여, 미래의 대통령 우드로 윌슨이 1880년대에 "의회 정부"라고 언급했던 통치 체제를 촉진했다. 후자의 역학은 존슨이 재판에서 유죄 판결을 받았다면 더욱 심화되었을 것이다.

### 공화당 급진파의 희생양 찾기
일부 공화당 급진파는 존슨에 대한 유죄 판결 확보 실패의 희생양을 찾아 체이스 대법원장을 비난하며 그가 상원의원들의 유죄 판결 반대 결정을 흔들었다고 비난했다. 반대로 그는 민주당의 칭찬을 받았고, 1868년 민주당 전당대회에서 채택된 당 강령의 마지막 조항은 "앤드루 존슨 대통령의 탄핵 재판에서 법정을 주재한 새먼 P. 체이스 대법원장의 정의, 품위, 공정성에 대해 대회는 감사를 표한다"고 결의했다.
공화당 급진파가 유죄 판결을 확보하지 못한 또 다른 희생양은 조각가 비니 림이었다. 로스 상원의원은 재판 기간 동안 림의 가족 집에서 하숙하고 있었고, 림은 재판 후 로스가 유죄 판결에 반대표를 던지도록 설득했다는 비난을 받았다. 재판 후, 림은 처음에는 미국 국회의사당의 A실을 비우라는 명령을 받았다. 그녀는 그곳을 에이브러햄 링컨 정부 위탁 동상을 조각하는 스튜디오로 사용하고 있었다. 하원은 1868년 5월 28일 (재판이 정회된 지 이틀 후) 이 방을 미국 국회의사당 경찰의 경비실로 전환하기로 투표했다. 그러나 림은 뉴욕의 유력 조각가들과 그녀의 친구인 새디어스 스티븐스 (탄핵 소추 위원이었던)의 도움을 받아 하원에서 추가 1년 동안 해당 공간을 스튜디오로 사용할 수 있도록 허가하는 결의안을 통과시켰다.

### 탄핵 소추 위원들의 부패 가능성 조사
- 삽화에 묘사된 인물 (왼쪽에서 오른쪽): 존 A. 로건, 조지 S. 바우트웰, 토머스 윌리엄스, 제임스 F. 윌슨, 설로 위드, 벤저민 프랭클린 버틀러, 새디어스 스티븐스, 존 빙엄, 앤드루 존슨. 
•탄핵 자체는 속어적 표현인 "죽은 말"로 묘사되어 있다.

•보트웰은 말의 꼬리를 당기며 "우리가 진흙탕에 빠지고 있는 것 같지만, 분명히 부패 냄새가 난다"고 말한다.

•윌슨은 "우리의 취미가 벌써 시들 수 있을까"라고 궁금해한다.

•버틀러는 설로 위드(그의 성과 "잡초"라는 단어의 이중 의미로 식물에서 머리가 자라나는 모습으로 묘사됨)를 가리키며 "아니, 이 지독한 늙은 잡초, 설로 때문에 나쁜 냄새가 난다"고 답한다.

•스티븐스는 "그에게 또 다른 혐의를 씌울 수 있다면, 그는 아직 살아남을 수 있을 텐데"라고 말한다.

•빙엄은 "아아! 7이 그에게 치명적인 숫자였다"고 말한다 (무죄에 투표한 7명의 공화당 상원의원을 가리킴).

•존슨은 의인화된 숫양(찰스 울리의 성이 울과 비슷하다는 점을 암시)과 함께 "신사분들, 당신의 늙은 말은 죽었고 더 이상 탈 수 없습니다. 나의 울리 친구가 그를 끝냈습니다"라고 말한다.

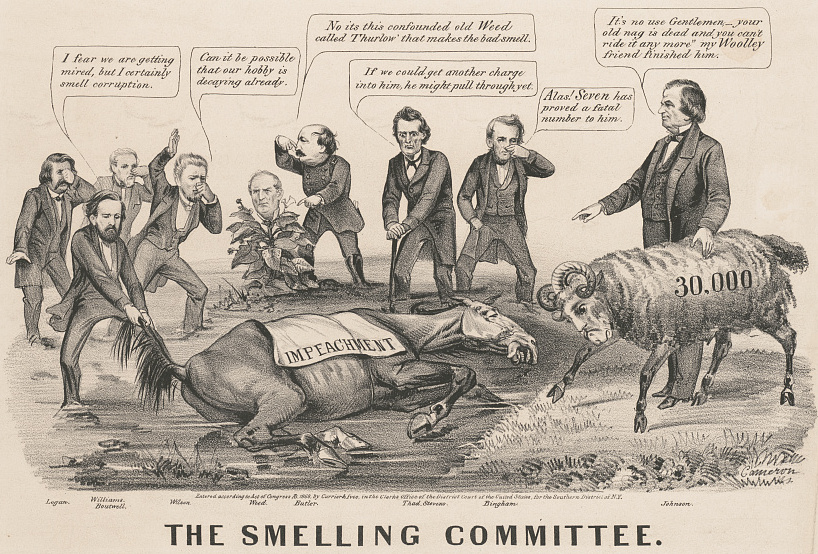
존 캐머런의 "악취 위원회" 조사를 묘사한 만평

재판의 10일 간의 평결 투표 휴회 기간 동안, 하원은 탄핵 소추 위원들이 "상원의 결정을 영향하기 위해 사용된 부적절하거나 부패한 수단"을 조사하고 증언을 받을 소위원회를 임명할 수 있도록 투표했다. 소위원회가 임명되어 상원 평결 휴회 기간 동안 이미 증언을 듣기 시작했다. 1868년 3월 26일, 상원 재판이 정회된 직후, 하원은 벤저민 프랭클린 버틀러가 제출한 결의안을 91대 30으로 승인하여 하원 탄핵 소추 위원들이 이 조사를 계속할 수 있도록 허가했다. 버틀러는 조사의 계속을 이끌었고, 공화당 상원의원들이 존슨의 무죄 판결에 투표하도록 뇌물을 받았다는 광범위한 보고에 대한 청문회와 조사를 실시했다. 이 노력은 민주당과 일부 언론에 의해 빠르게 "악취 위원회"로 불렸다.
3월 26일, 상원 재판이 정회된 직후, 탄핵 소추 위원들은 존슨의 동맹 변호사 찰스 울리를 다시 심문하기 위해 돌아왔다. 그는 하원의 경사가 강제로 데려왔던 인물이었다. 울리가 자신과 재판과 관련이 없다고 주장하며 질문에 협조하지 않자, 하원은 그날 60대 51로 그를 의회 모독 혐의로 구금하고 하원 경사의 감시 아래 두기로 투표했다. 그는 처음에는 하원 외교위원회 청문회실에 구금되었으나, 구금 기간이 길어지자 비니 림이 조각 스튜디오로 사용하던 지하 방으로 옮겨져 예술가는 자신의 작품을 복도로 옮겨야 했다. 보수주의자들은 벤저민 버틀러가 림의 스튜디오를 국회의사당 경찰 경비실로 바꾸는 성공적인 결의안에서 의도적으로 림을 표적으로 삼았다고 비난했다. 울리의 체포는 큰 언론의 관심을 끌었다. 울리가 조사 위원회에 출석하여 위원회가 만족할 만한 수준으로 질문에 답변한 후, 하원은 1868년 6월 11일 울리를 석방하기로 투표했다.
버틀러가 이끄는 재판 후 청문회 및 조사에서는 일부 무죄 표결이 후원 직위 약속과 현금 뇌물로 얻어졌다는 증거가 늘어났다. 정치적 거래도 이루어졌다. 제임스 W. 그라임스는 무죄 판결 후 대통령의 보복이 없을 것이라는 확신을 얻었다. 존슨은 재건법을 시행하고, 존 스코필드 장군을 스탠턴의 후임으로 임명하는 것에 동의했다. 그럼에도 불구하고, 조사는 누구에 대해서도 기소나 유죄 판결로 이어지지 않았다. 이 조사는 또한 유죄 판결을 위한 뇌물 제안이 있었다는 증거를 밝혀내면서 역풍을 맞았다. 조사 과정에서 유죄 판결에 투표한 캔자스주 상원의원 포메로이가 존슨의 우정청장에게 자신과 그의 코커스에 있는 다른 세네 명의 무죄 표결을 위해 4만 달러의 뇌물을 요구하는 편지를 썼다는 사실이 밝혀졌다.
이 조사는 뇌물 수수 계획의 증거를 발견했지만, 뇌물 수수가 실제로 일어났다는 것을 결정적으로 입증하는 데는 실패했다. 버틀러는 1868년 7월 3일 조사 최종 보고서를 발표했다. 그는 보고서 발표 시기가 뉴욕에서 열릴 1868년 민주당 전당대회 일주일 전이라는 점을 통해 존슨이 자신의 당의 지명을 받을 기회를 해칠 수 있기를 바랐다. 대회에서 민주당은 호레이쇼 시모어를 대통령 후보로, 프랜시스 프레스턴 블레어 주니어를 부통령 후보로 지명했다.

### 후속 분석
임기보장법은 1887년 의회에서 폐지되었지만 이후 미국 연방 대법원의 판결은 존슨이 의회의 승인 없이 스탠턴을 해고할 헌법적 권한을 가지고 있었다는 입장을 지지하는 것으로 보인다. 대법원의 이후 유사 법률에 대한 마이어스 대 미국 사건 (1926) 판결은 대통령이 의회의 승인 없이 우체국장을 해임할 수 있는 권한을 확인했으며, 다수 의견의 다시 말하면은 "1867년 임기보장법이... 무효였다"고 밝혔다.
버틀러의 미흡한 검사로서의 역량은 존슨의 무죄 판결에 기여한 요인으로 자주 인용된다.
로스 상원의원이 연방 정부의 한 부서로서 대통령직의 독립성을 지키기 위한 용감한 투표 때문에 무자비하게 박해받았다는 의견은 존 F. 케네디의 저서 『용기 있는 사람들』의 한 장 전체의 주제이다. 이 의견은 랄프 로스케와 같은 일부 학자들에게는 거부되었고, 에이버리 크레이븐과 같은 다른 학자들에게는 지지되었다.
데이비드 O. 스튜어트는 자신의 저서 『탄핵: 앤드루 존슨 대통령의 재판과 링컨 유산의 싸움』에서 로스의 탄핵 반대 투표는 15만 달러의 "무죄 판결 기금"을 모금하여 공화당 상원의원들에게 뇌물을 제안했던 대통령 지지자들에 의해 매수되었다고 주장한다. 로스의 상원 선거 캠페인의 핵심 해결사이자 자금 제공자인 페리 풀러는 로스의 첫 유죄 판결 반대 투표 전날 밤을 로스와 함께 보냈다. 스튜어트는 로스가 투표 당일까지 유죄 판결에 투표할 의향이 있었음을 시사했다고 진술한다. 스튜어트는 풀러가 로스를 설득한 대가를 받았다고 주장한다. 존슨은 풀러를 국세청장으로 임명하려 했지만, 상원이 풀러를 승인하지 않자 존슨은 그를 뉴올리언스 항의 세금 징수원으로 임명했다. 스튜어트는 로스에 대한 자신의 견해를 케네디의 견해와 대조하며 "에드먼드 G. 로스는 용기가 아니라 탄핵 부패의 표본이었다"고 선언했다.
역사학자들은 존슨의 탄핵이 잘못된 것이었으며 그가 해임되지 않은 것이 다행스러운 결과였다고 보는 경향이 있었지만, 최근에는 존슨이 너무나 위험한 인물이었기 때문에 그의 해임이 미국의 역사적 과정에 이득이 되었을 것이라고 주장하는 역사학자들이 많다. 특히 존슨이 레임덕으로 정치적으로 제한되었음에도 불구하고 1868년 12월 모든 전 연합국 인사에게 사면을 제공하는 것과 같은 이후의 공격적인 행동을 계속했기 때문이다.

## 같이 보기
- 앤드루 존슨 탄핵 연표
- 테네시 존슨, 1942년 앤드루 존슨에 대한 영화로, 그의 탄핵과 재판을 둘러싼 사건들을 반허구적으로 묘사한다.

### 인용된 출처
- Rehnquist, William H. (1992). 《Grand inquests : the historic impeachments of Justice Samuel Chase and President Andrew Johnson》 1판. New York: Morrow. ISBN 0688051421.